# Иверский монастырь (Самара)
Сама́рский И́верский монасты́рь — православный женский монастырь Самарской и Тольяттинской епархии Русской православной церкви, действующий в городе Самаре.
В 1850 году в Самаре была основана женская религиозная община, в 1855 году получившая императорское утверждение. Благодаря успешному развитию в 1860 году община была преобразована в монастырь, в котором к началу XX века проживало около 400 монахинь и послушниц. В монастыре действовали больница, школа, различные мастерские, в которых было изготовлено в том числе Самарское знамя. Богослужения совершались в трёх монастырских храмах, в которых хранились почитаемые в Самаре святыни: образ Божией Матери «Иерусалимская» и давший название монастырю образ Божией Матери «Иверская». На монастырском кладбище было похоронено около тысячи человек, в том числе многие именитые горожане. Монастырь представлял собой значительный архитектурный ансамбль, во многом определявший вид Самары, особенно со стороны Волги.
После установления советской власти монастырь некоторое время существовал под видом швейной артели, но сначала из него были изъяты все ценности, а в 1925 году монастырь был закрыт. В начале 1930-х годов была взорвана монастырская Успенская церковь — второй по величине храм Самары, на её месте были построены жилые дома. Также была разрушена колокольня, монастырская ограда, некоторые корпуса, кладбище было разорено, в уцелевших храмах разместились различные организации, корпуса были переданы под жильё рабочим местных предприятий.
Возрождение монастыря началось в 1992 году, когда созданному монастырскому приходу православной церкви были переданы сохранившиеся храмы и часть сохранившихся зданий, признанные памятником архитектуры регионального значения. Были восстановлены и отреставрированы монастырские храмы, на прежнем месте была восстановлена монастырская колокольня с сохранением облика XIX века, построен новый храм-часовня, проведены охранно-спасательные работы в монастырском некрополе. В настоящее время в монастыре действуют библиотека для прихожан, золотошвейная и иконописная мастерские. В 1999 году монастырь посетил патриарх Московский Алексий II, с 2001 года в монастыре хранятся мощи местночтимого святого Александра Чагринского.

## История

### Предыстория

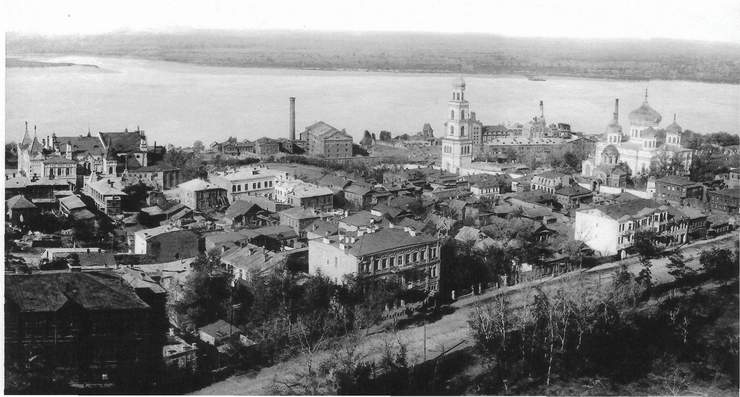
Вид с Кафедрального собора на Иверский монастырь

В XVI—XVIII веках в Самаре существовал женский Спасо-Преображенский монастырь. В 1764 году после выхода указа Екатерины II «О разделении церковных имений…» монастырь был упразднён, а монашки переведены в Симбирский Спасский монастырь. В городе возникло движение так называемых «черничек-келейниц» — женщин, и одеждой, и образом жизни старавшихся походить на монахинь, но не принимавших монашеского пострига. В 1829 году келейницы попытались получить разрешение на открытие в городе женской православной общины, однако начинание не было поддержано ни горожанами, ни епархиальным руководством.
Постепенно идея создания такой общины стала пользоваться поддержкой и среди горожан. Многое сделал для основания общины самарский землемер, титулярный советник М. И. Фёдоров, который активно убеждал горожан в необходимости открытия общины. Он привлёк на свою сторону священника Успенской церкви С. М. Бельского и протоиерея Казанского собора И. Г. Халколиванова, купцов Баранова и Плотникова, дворянина Путилова и многих других. Для будущей общины он также пожертвовал свой участок на окраине города площадью 100 на 60 саженей в районе улицы Мечетной. Со временем, благодаря поддержке видных горожан, идея открытия общины была принята почти всеми православными самарцами.

### Основание

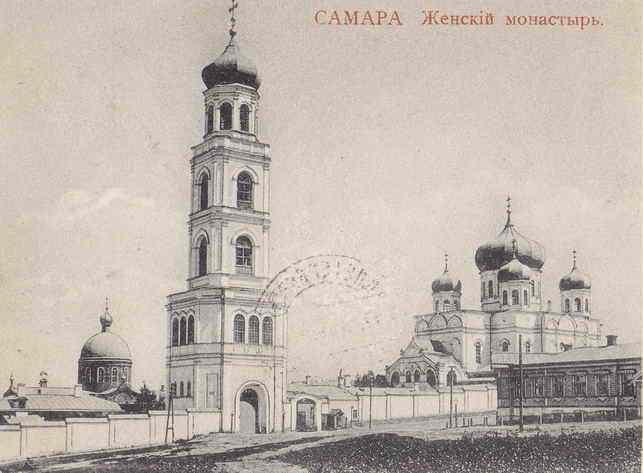
Иверский женский монастырь. Открытка начала XX века

В январе 1850 года горожане подали прошение симбирскому епископу Феодотию об открытии в Самаре женской общины в память об уничтоженном монастыре, указав, что уже 38 женщин желают посвятить себя иноческой жизни. Сообщалось, что в Самаре проживает довольно много различного рода сектантов и раскольников разного толка, и создание православной общины если и не искоренит сектантство, то значительно его ослабит. Феодотий переслал прошение в Святейший Синод, сопроводив его своим ходатайством с указанием необходимости, благовременности и пользы от открытия общины в Самаре.
Синод запросил сведения о том, на какие средства будет существовать новая община. Для решения этого вопроса городское общество сформировало попечительский комитет по делам будущей общины, в который вошли коллежский асессор Богородицкий, купец П. Г. Баранов, чиновник М. И. Фёдоров во главе с соборным протоиереем И. Г. Халколивановым. Была организована городская подписка по сбору средств на создание общины.
Со своей стороны, епископ Феодотий разрешил создать две часовни, с кружками при них для сбора средств. Одна находилась на Троицком рынке, вторая на берегу Волги в районе перевоза. Кроме того, были выданы четыре шнуровые книги для сбора пожертвований, с которыми несколько сестёр отправились по России, побывав даже в Сибири. Феодотий озаботился и регулированием внутренней жизни общины, для чего по его просьбе из Нижегородской духовной консистории, в ведении которой находились четыре подобные общины, был прислан особый устав. Устав состоял из 49 параграфов и определял образ жизни, порядок в общине, взаимоотношения между сёстрами, поведение сестёр и т. д.
Выяснилось, что место, предполагавшееся под общину Фёдоровым, неудобно. Город развивался именно в том направлении и грозил в скором времени окружить территорию общины домами и поместьями горожан. Кроме того, там отсутствовали колодцы с питьевой водой, а удалённость территории от Волги и Самары создавала слишком много сложностей с водоснабжением общины. И хотя купчиха Евдокия Синягина, чиновницы П. Сухова и О. Тимашева и мещанин М. И. Назаров были готовы пожертвовать для проектируемой обители свои усадебные места на Мечетной улице, будущие насельницы обители подобрали новое место. Теперь создавать обитель планировалось за городом, недалеко от Струковского сада, бывшего в ту пору его крайней точкой, на берегу Волги. Тогда это был пустырь, заросший кустарником, с местами каменистой почвой и неглубокими подземными водами. В целом место было удобно для устройства огородов и сада и достаточно изолировано от города, что соответствовало идее монашеской жизни.
Попечители будущей общины согласились с предложенным местом. Последовав примеру Фёдорова, купцы М. Н. Назаров, И. Н. Синягин и другие горожане выкупили эти усадебные места и пожертвовали в дар общине. Позднее «Самарские епархиальные ведомости» писали про пожертвования земель горожанами:

…для блага общины готовилось пожертвование мест, которое трудно было ожидать и предвидеть, но которое прямо указывало на особенное попечение Промысла Божия в отношении к общине на первых порах её зарождения…
— «Самарские епархиальные ведомости», 1880 г., №1
14 сентября 1850 года епископ Феодотий прибыл в Самару, где освятил место, отведённое для общины, и заложил камень в основание будущего храма обители, благословив будущих насельниц иконой Иерусалимской Божией Матери. На следующий день началось строительство. Сёстры, имевшие собственные средства, строились за свой счёт, не имевшие — с помощью благотворителей и попечителей. К ноябрю уже был готов первый корпус, одна половина которого была отведена под кельи, а вторая — под часовню, в которую перенесли пожертвованные общине иконы и церковную утварь. Троицкий храм передал общине четырёхпудовый колокол для сзывания на молитву. В конце 1850 года часовню освятил протоиерей Казанского собора Самары И. Г. Халколиванов, началось отправление всенощных бдений и часов.
Хотя община и создавалась в память Спасо-Преображенского монастыря, а епископ её благословил Иерусалимским образом Божией Матери, но, с согласия будущих насельниц, она была названа Иверской, во исполнение желания елабужской купчихи Е. И. Марихиной, пожертвовавшей общине фамильную икону Божией Матери «Иверская» в драгоценном окладе. Первые насельницы общины выбрали своей начальницей М. Я. Янову. Ещё в 1834 году она с несколькими другими келейницами совершила поездку по святым местам, в том числе и монастырям, изучая их образ жизни и принципы хозяйствования.
К 1851 году община представляла собой часовню, с жилыми помещениями в ней, а также два небольших флигеля с кельями. Всего в обители проживало около 40 сестёр. Богослужение проводилось сначала священниками Казанской и Троицкой церквей, затем сменёнными заштатными священниками Казанского собора. 28 марта в Самару прибыл первый епископ созданной Самарской епархии Евсевий. Он продолжил дело об официальном открытии общины, уведомив Синод, что в общине проживает уже до 100 человек разного возраста и звания и что обитель имеет до 7 тысяч рублей капитала и 5 тысяч рублей различных вкладов. Однако преосвященный Евсевий в целях скорейшего открытия общины или заметно преувеличил цифры, или указал капитал, обещанный общине после её основания, а не фактически имеющийся, так как в действительности к 1855 году община располагала лишь 500 рублями из прихода общественного призрения.
В начале 1855 года общинная территория ограничивалась небольшим участком 120×60 саженей, на котором находились храм «с убогою ризницей и таковою же обстановкой», 3 деревянных корпуса длиной по 12 саженей, 3 деревянных же флигеля по 6 саженей длиной, все на каменных фундаментах. Здания были крыты деревом, помещения были тесны. В одном из корпусов устроилась настоятельница, в двух корпусах и двух флигелях разместились сёстры, один флигель использовался как трапезная. Пища готовилась на средства самих сестёр. Также имелись амбар, прачечная, каретник, конюшня, два погреба и караульная. На звоннице на четырёх столбах висело четыре колокола, самый крупный из которых был 8 пудов и 4 фунта весом.

### Община

#### При епископе Евсевии
12 марта 1855 года император Александр II утвердил определение Святейшего Синода о принятии Иверской женской общины в Самаре в ведение и покровительство духовного и гражданского начальства. 20 апреля М. Я. Янова была официально назначена настоятельницей общины, к 24 апреля был достроен и 27 апреля освящён во имя Иверской иконы Божией матери первый храм общины, преобразованный из монастырской часовни. С этого момента община стала стремительно развиваться. Скоро территория обители выросла до почти 7 десятин. Часть земель отвело городское общество, выплачивая владельцам усадебных участков компенсацию или отводя им участки в иных местах. Часть община выкупала самостоятельно, на пожертвованные средства.
На новых территориях началась застройка, в течение года с момента официального утверждения было построено несколько новых корпусов для сестёр, все на каменных фундаментах, размерами 10—12 саженей в длину на 5—6 саженей в ширину. Корпуса строились в складчину: каждая новоприбывшая сестра должна была за свой счёт построить себе келью, которая оставалась её собственностью, а после смерти передавалась родственнице, если такая была в обители, или переходила в распоряжение общины. На практике 20-40 сестёр вкладывали средства в постройку нового корпуса, который делился на кельи исходя из расчёта проживания 2-4 сестёр в каждой. Дальнейший ремонт здания возлагался уже на общину. Примерно такой же корпус был построен для общинного причта: с четырьмя жилыми помещениями, надворными службами, отгороженный от остальной общинной территории. Однако из-за неопытности строительниц, чрезмерной скорости строительства и недостатка средств корпуса, будучи необшитыми и неоштукатуренными, уже к середине 1870-х стали требовать дорогостоящего капитального ремонта.
В 1855 году монастырь получил пожертвование от алатырского купца Ф. С. Щекина: участок в 150 десятин на правом берегу Волги с пахотными землями, лиственным лесом и известняковыми горами. Однако для надёжного обеспечения существования общины этого было недостаточно, средств хватало лишь на существование, о росте и развитии говорить не приходилось.

#### При епископе Феофиле
Назначенный в Самару в 1857 году епископ Феофил, побывав в общине, счёл её финансовое состояние неприемлемым и изыскал новые источники средств. Он разрешил Иерусалимскую икону носить по домам горожан в сопровождении общинного причта и клирошанок-певчих. Религиозным самарцам такое начинание пришлось по душе, каждый состоятельный горожанин хотел провести у себя дома молебен с иконой, почитавшейся чудотворной, после чего обычно щедро благодарил и священника, и певчих, и саму обитель. Феофил нашёл и ещё один источник средств для общины. Он разрешил открыть на территории кладбище, на котором разрешалось хоронить мирян, при условии взноса в пользу общины денежной суммы от 100 и более рублей. Также Феофил дал Иверской общине монопольное право изготовления просфор на все храмы Самары, что тоже приносило весьма крупные суммы. Наконец, епархиальное начальство выдало общине 3-4 шнуровые книги для сбора пожертвований, с которыми сёстры собирали по стране для обители немалые суммы.
Улучшившееся материальное положение обители позволило открыть в Иверской церкви дополнительный алтарь. Сёстры, проживавшие в подвальном помещении храма, разместились в корпусах по кельям, монастырская кладовая была перенесена из северной части фундамента в южную, а в северной 13 июля 1857 года был освящён Иерусалимский придельный храм. Теперь послушницы могли посетить богослужение утром и всё дальнейшее время посвящать трудам на пользу общины, не прерываясь на посещение литургии, также увеличился приток богомольцев, соответственно возросли и их приношения в пользу общины. Однако новый придел был мал, тесен и тёмен, в праздничные и воскресные дни из-за наплыва народа в нём стояла страшная духота, в которой даже свечи перед иконами не горели, а мерцали и порой гасли, богомольцам приходилось выходить на свежий воздух прямо во время богослужения, поэтому уже спустя год был заложен новый, более просторный Сретенский храм.
26 сентября 1859 года настоятельница обратилась к епископу Феофилу с прошением, в котором она «умоляла Владыку не оставить их — сирот своей отеческую милостию и своим Архипастырским ходатайством — испросить перед кем следует разрешения об открытии пострижения во вверенной ей общине». На это епископ отвечал, что надо сперва возвести общину в степень монастыря и лишь затем просить о постриге.
Ходатайство о преобразовании общины в монастырь было передано в Синод 24 января 1860 года. И вновь Синод запросил сведения о финансовом положении общины. Настоятельница, несмотря на то, что подаренные обители 150 десятин не могли её надёжно обеспечить, а прочих капиталов было всего на 7 тысяч рублей на 190 проживавших сестёр, заявила, что на жалование от казны не рассчитывает и что имеющееся у общины содержание находит удовлетворительным. Монастырский причт в составе двух священников и дьякона, не получавший никакого жалования или пособия и существовавший лишь на подношения горожан, также заявил, что из казны жалования не просит, даже если община будет возведена в статус монастыря. Единственной просьбой со стороны общины было выделение сенокосных лугов, которых обитель не имела, но в которых нуждалась, так как имела по 10 голов рабочего и рогатого скота.

### Монастырь

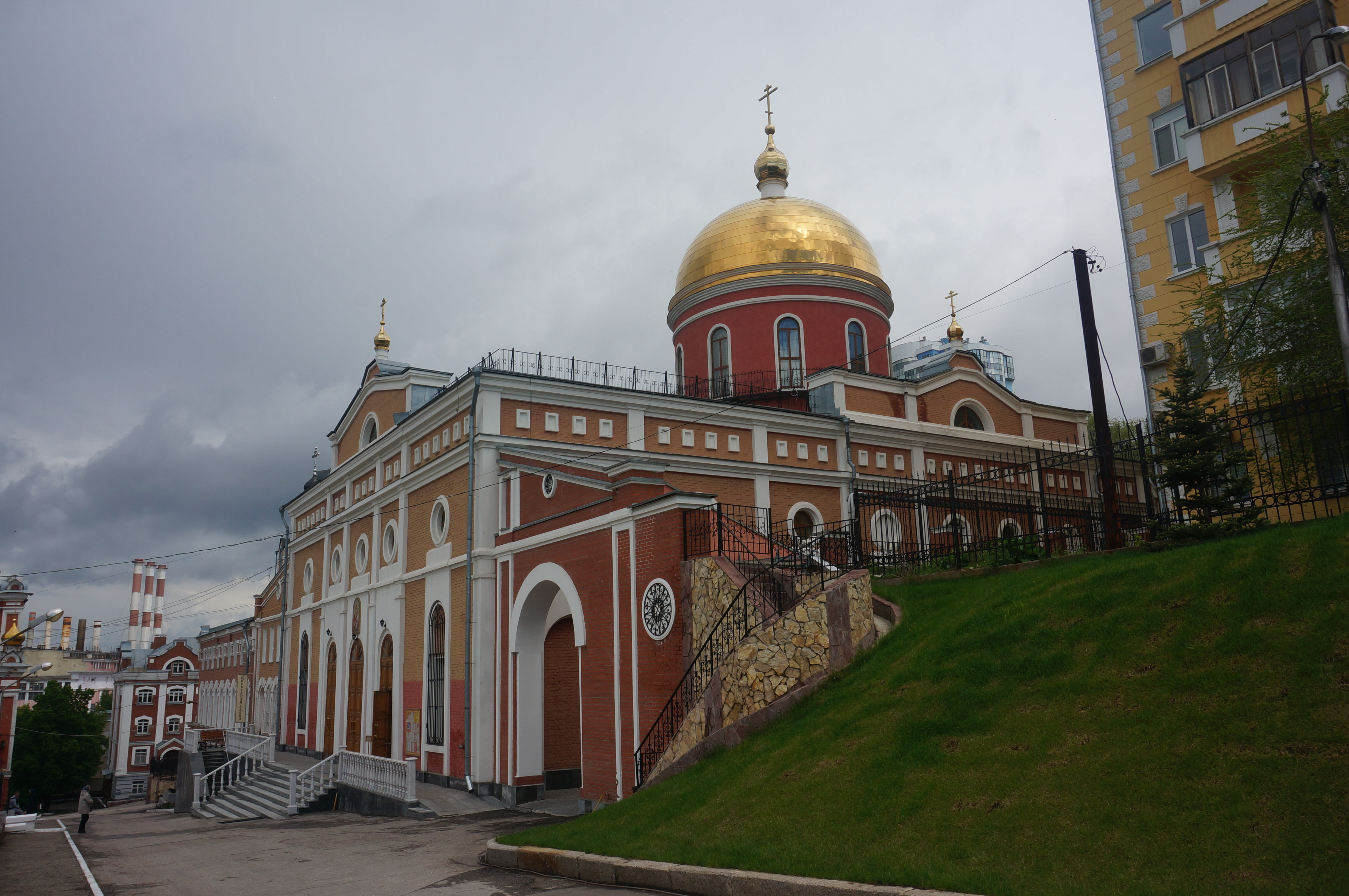
Церковь Иверской иконы Божией Матери

18 июня 1860 года Александр II утвердил определение Святейшего Синода о преобразовании самарской общины в общежительный монастырь.
Одновременно последовало разрешение на постриг в мантию 20 сестёр и настоятельницы. Из них одна происходила из духовного сословия, две из дворян, четверо из купечества, две крестьянки, а прочие из мещан. Возраст составлял от 40 до 60 лет. 21 августа состоялся монашеский постриг, а через неделю, 21 августа — церемония открытия монастыря, проходившая в присутствии городского духовенства, гражданских властей и при большом стечении народа. Настоятельница Мария Янова, принявшая в иночестве имя Маргариты, была возведена в сан игуменьи. По распоряжению епархиального начальства устав обители был дополнен ещё 17-ю параграфами, взятыми из устава Саратовского Крестовоздвиженского женского монастыря.
8 февраля 1861 года правительственным постановлением за монастырём были закреплены просимые настоятельницей луга, а также рыбная ловля. Эти угодья находились примерно в 7-8 вёрстах от Самары и по преданию некогда принадлежали женскому Спасо-Преображенскому монастырю, что позволило Иверской обители считать себя наследниками упразднённого монастыря. Аналогичное прошение об отводе монастырю мукомольной мельницы, также поддержанное епископом Феофилом, однако, успеха не имело, дело тянулось до смерти епископа в 1866 году, а после было оставлено без удовлетворения. Тогда разочарованный отказом правительства городской голова Самары и один из постоянных жертвователей монастыря купец В. Буреев передал монастырю арендованный им у города на 99 лет участок земли, который примыкал к монастырским лугам. На этом участке посадили фруктовый сад с яблонями и вишнями, развели малинник, высаживали картофель, капусту, огурцы и прочее, сюда же свозилось скошенное сено, находилось до 50 ульев. Для ведения хозяйства на участке был обустроен хутор, в котором проживало 10-15 сестёр и наёмные рабочие.

#### При епископе Герасиме
В 1866 году самарскую кафедру занял епископ Герасим. Посетив Иверский монастырь, он обнаружил, что хотя тот официально именуется общежительным, но все его насельницы, не исключая престарелых, одевались, обувались, питались, отапливались и освещались за свой личный счёт. Общей трапезы не имелось, а трапезный корпус использовался только для заказных поминальных обедов при похоронах на монастырском кладбище. Епископ велел настоятельнице во что бы то ни стало открыть общую трапезу и в дальнейшем монастырю соответствовать званию общежительного. Однако на исполнение приказа у монастыря не было финансовой возможности, все средства уходили на строительство Сретенского храма и каменной монастырской ограды.
Вновь обитель выручили благотворители. Дворянка М. А. Васильева по научению своего духовника, иеромонаха Архиерейского дома Николая пожертвовала на открытие общей трапезы в монастыре 2000 рублей, а также из своего наследного имения 10 десятин хорошей пахотной земли под посев пшеницы, снабдив обитель и семенами для посева. 21 ноября 1867 года в торжественной обстановке, с крестным ходом, состоялась церемония открытия, которую проводил тот же иеромонах Николай. Открытие общей трапезы имело и иные результаты: увеличилось число и разнообразие заказных обедов, увеличилось число пожертвований продуктами. Благотворители, имея возможность теперь лучше узнать жизнь обители, чаще стали делать пожертвования, значительно увеличились суммы пожертвований неприкосновенного капитала, которым монастырь не распоряжался, но проценты с которого шли в его пользу, пользу причта или насельниц.
В сентябре 1867 года епископом Герасимом был освящён придел, а в сентябре 1869 года главный престол Сретенского храма. По причине удалённости архиерейского дома от кафедрального собора и тесноты последнего преосвященный Герасим часто в летнее время в праздничные и воскресные дни совершал литургию именно в большом и светлом Сретенском храме, порой в сослужении одних монастырских священников. Здесь же он совершал богослужения по поводу различных событий важных как для Самары, так и для всей епархии: закладка нового кафедрального собора, закладка здания духовной семинарии, возведение в сан игуменов и игумений: иеромонаха Аарона с определением в Мойский монастырь, монахини Рахили — в Бугурусланский, её родной сестры, монахини Анатолии и позднее монахини Софии — в Раковский монастырь, монахини Анастасии — в Николаевский. 12 января 1878 года в этом же храме состоялось и последнее архиерейское богослужение епископа Герасима в Самарской епархии.
В июле 1874 года игуменья Маргарита попросилась на покой по причине болезней, упадка сил и изнеможения, к этому времени уже несколько лет основная тяжесть трудов по управлению обителью приходилась на казначей, сначала монахиню Евгению, затем, по её смерти, Антонину. Новой игуменьей 8 сентября 1874 года стала казначея Антонина. С первых дней в должности ей пришлось столкнуться со множеством проблем, которые оставляла в небрежении её предшественница за слабостью сил. Среди них и необходимость капитального ремонта жилых корпусов, пришедших в негодность из-за некачественной и неграмотной их постройки, такого же ремонта многих холодных построек монастыря. Следовало также скорейшим образом решить проблему с тёплым храмом, так как большой Сретенский храм был неотапливаемым, а тёплый Иверский весьма мал, с ещё более меньшим и тесным приделом.
Строительство отдельного тёплого храма осложнялось неимением подходящего участка земли, имелась площадка у Сретенского храма, но она располагалась в верхней части монастыря, так что старицам, преимущественно проживающим в нижней части обители, пришлось бы и летом, и зимой подниматься на высокий холм. Преобразование Сретенского храма в отапливаемый было связано с тем же недостатком, а также со значительными затратами на отопление его довольно большого здания. Было решено весь подвальный этаж под Иверским храмом обратить в отдельный храм, убрав оттуда монастырскую кладовую. Для этого предполагалось воспользоваться капиталом в 1000 рублей, завещанных скончавшимся в 1872 году отставным штабс-капитаном Н. П. Лобановым на строительство придела святителя Николая в Иверском храме. Однако вопрос был решён иначе.
В марте 1874 года в Ницце от туберкулёза скончалась жена товарища прокурора Самарского окружного суда Е. П. Лаппа. Её родители — управляющий палатой государственных имуществ и исполняющий обязанности самарского губернатора Пётр Владимирович Алабин и его супруга Варвара Васильевна — решили похоронить дочь на территории Иверского монастыря, с южной стороны от Иверского храма, соорудив над могилой придельный храм, для чего предоставили монастырю необходимые средства. К ноябрю придельный храм был построен и освящён епископом Герасимом 24 ноября в честь святой равноапостольной царицы Елены, ангела покойной, и святой великомученицы Варвары, ангела её матери. С появлением нового довольно просторного тёплого придела богослужения в Иерусалимском приделе совершенно прекратились.
После такого разрешения вопроса с храмом игуменья Антонина все силы и средства могла направить на благоустройство обители, не только с помощью ремонта, но и капитального переустройства. Все обветшавшие корпуса были отремонтированы, оштукатурены изнутри, снаружи обиты тёсом и окрашены, крыши заменены на железные, окрашенные медянкой. Часть старых корпусов была разобрана, и на их месте построены два больших корпуса размерами 15 на 8 саженей, устроенных по подобию отремонтированных. В настоятельском корпусе был надстроен второй этаж, отремонтирован дом для причта, построен большой одноэтажный каменный корпус. Было завершено огораживание монастыря высокой каменной стеной, Сретенский храм снаружи был покрашен белой краской, к его входам были пристроены так называемые фонари для защиты входов от непогоды, обновлена позолота на крестах храмов. В монастыре появился водопровод, открылась церковная школа, на скотном дворе была обустроена мукомольная мельница. Были обновлены постройки и на монастырском хуторе.
Монастырь продолжал пользоваться популярностью у народа. Многие благотворители оставляли ему имущество по завещанию или за свой счёт устраивали что-либо необходимое. Так, в 1880 году по завещанию некоей Глафиры Горбуновой монастырь получил дворовое место с флигелем напротив кафедрального собора, позднее за удалённостью от обители оно было продано за 1000 рублей. В 1879 году купчиха Параскева Шихобалова за свой счёт выстроила просторную деревянную, но на каменном фундаменте двухэтажную больницу для обители на 15 мест.
Главным же делом игуменьи Антонины стала постройка каменной колокольни и каменного тёплого храма.

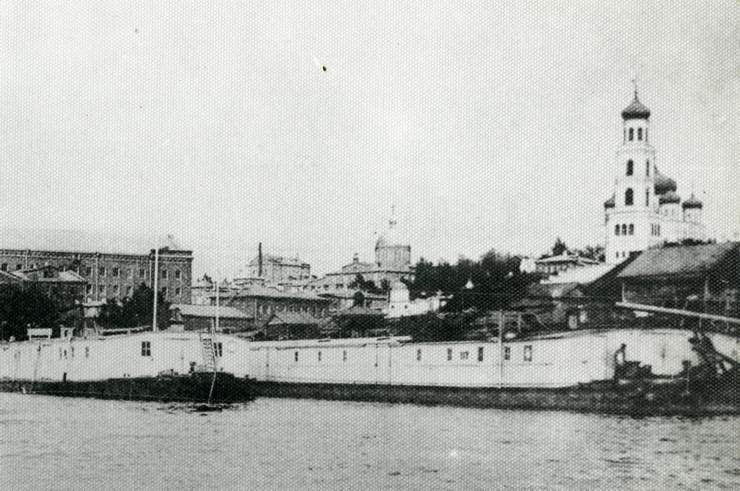
Вид с Волги на Иверский монастырь

Колокольня планировалась к постройке ещё в 1858 году при закладке Сретенского храма, но и до середины 1870-х в монастыре существовала лишь звонница на четырёх столбах с самым большим колоколом в 120 пудов. Дело о строительстве сдвинулось благодаря пожертвованиям. По свидетельству игуменьи Антонины, к ней однажды явился некий ранее ей неизвестный И. В. Жуков, который спросил: «Что было бы лучше для обители: слить большой колокол или выстроить колокольню?» Настоятельница ответила, что большой колокол без колокольни и повесить негде. Жуков удалился, не дав никаких обещаний, но на следующий день в монастырь привезли кирпич «для колокольни». Всего Жуков передал монастырю 100 тысяч штук кирпича и тысячу рублей. Увидев начинание строительства, и другие благотворители стали дарить монастырю необходимый кирпич, причём никто не жертвовал партии объёмом менее 10 тысяч штук. Строительство, однако, началось не рядом со Сретенским храмом, как было предусмотрено утверждённым планом монастыря. По совету епископа Герасима, игуменья вышла с ходатайством об изменении плана и строительстве колокольни у святых ворот, с лицевой стороной на Саратовскую улицу, где высота колокольни не скрадывалась бы монастырской стеной и постройками. Изменение плана было утверждено, строительство началось в сентябре 1877 года. Затраты на постройку составили 27 845 рублей, но большая их часть была покрыта жертвами благотворителей. На колокольне повесили 500-пудовый колокол и установили трёхсаженный позолоченный крест.
В 1877 году была открыта монастырская часовня около железнодорожного вокзала, также построенная на средства от благотворителей, в первую очередь городского головы Петра Алабина.
«Самарские епархиальные ведомости» так писали в 1880 году о монастыре:
Иверский женский монастырь, расположенный на скате крутого волжского берега, составляет великое украшение местности города. Главы большого храма, стоящего на гребне берега, первые бросаются в глаза путнику, плывущему сверху по Волге; с верхней площади монастыря открывается восхитительный вид на Волгу…

#### При епископе Серафиме
С января 1878 года самарскую кафедру занял епископ Серафим. Ознакомившись с собственными средствами монастыря, он счёл их неудовлетворительными для существования обители. Для исправления ситуации он распорядился выдавать Иверскому монастырю по 3-4 книги для сбора пожертвований, а не по 1-2, как было заведено ранее. В 1880 году из казны монастырю было отведено 55 десятин удобной пахотной земли в 20 вёрстах от Самары
Отслужив литургию в деревянном Иверском храме, Серафим под впечатлением его ветхости и несоответствия вместительности наплыву богомольцев предложил настоятельнице как можно скорее озаботиться строительством каменного тёплого храма, обещав ей всяческую поддержку в этом начинании. Епископ лично указал на место для строительства, предварительно несколько раз осмотрев все возможные для стройки места. Вместе с храмом он предложил построить примыкающий к нему новый трёхэтажный настоятельский корпус, чтобы игуменья могла принимать у себя различных представителей церковной и гражданской власти достойным её положения образом. Наконец Серафим принимал деятельное участие в составлении плана строительства и фасада храма совместно с архитектором и передал монастырю 5000 рублей в облигациях, пожертвованных ему неизвестным благотворителем для этой цели.
С ранней весны 1882 года началась подготовка к строительству. Дело в том, что место, указанное епископом, представляло собой холм с обрывом высотой около 10 сажен. Этот холм предстояло срыть и обложить склоны соседних холмов каменной оградой, чтобы не допустить их оползания, также оборудовались места для открытой галереи вокруг будущего храма, по которой мог бы совершаться крестный ход. Подобные объёмы земляных работ в значительной степени изменили ландшафт всего центрального пространства усадьбы монастыря.
Закладка храма состоялась 29 июня 1882 года. За строительством наблюдал архитектор Иностранцев при участии особой комиссии из двух монастырских священников и эконома архиерейского дома Софрония. Благодаря щедрым пожертвованиям благотворителей и сборам с шнуровых сборных книг средств на строительство было вполне достаточно, и уже в 1884 году каменная кладка храма была готова. Однако 18 мая, уже после снятия лесов, колонны, поддерживающие потолок и купол храма, рухнули вместе с ними, так как были неверно рассчитаны и оказались слишком тонкими. При разрушении были также повреждены и боковые стены храма. Никто из строителей не пострадал. Строительство было приостановлено почти на год и продолжилось по новым, уточнённым планам в апреле 1885 года под наблюдением того же Иностранцева, а после его смерти в 1886 году — епархиального архитектора Т. С. Хилинского. В 1886 году каменные работы были окончены, началась внутренняя отделка. 5 июня 1888 года епископ Серафим освятил главный престол храма во имя Иверской иконы, а 29 июня — придельный. Подобно своему предшественнику Серафим неоднократно совершал богослужение в монастырском храме, к строительству которого он имел непосредственное отношение. На протяжении всего своего пребывания на Самарской кафедре он совершал богослужение в Иверском храме на 3-й день Пасхи, в день, посвящённый в монастыре празднованию в честь Иверской иконы, в дни, посвящённые апостолам Петру и Павлу, в честь которых был освящён придел в Сретенском храме, а также 12 апреля и 12 октября, в престольные праздники во имя икон Иверской и Иерусалимской соответственно, если они выпадали на воскресные дни. Кроме того, из архиерейских богослужений в обители отмечают годичное поминовение первого попечителя обители протоиерея кафедрального собора И. Г. Халколиванова в 1883 году, в том же 1883 году при погребении настоятельницы игуменьи Маргариты, в 1887 году при погребении ректора духовной семинарии И. И. Третьякова.
21 июня 1887 года в монастыре побывал сербский митрополит Михаил, благословив присутствующих.
8 сентября 1889 года в монастыре была открыта церковная школа для девочек. На церемонии открытия присутствовали губернатор А. Д. Свербеев и городской голова П. В. Алабин. Школа размещалась в специально устроенном корпусе рядом с колокольней. Первой учительницей стала окончившая Самарское епархиальное училище девица из духовного звания Л. Н. Рапидова, законоучителями были известные священники, пение преподавал монастырский дьякон. Первоначально в школе обучалось 85 девочек, к 1899 году их число возросло до 100. На первом выпускном экзамене в 1890 году присутствовал епископ Серафим

#### При епископе Владимире
При новом самарском епископе Владимире в монастыре состоялось первое всенощное бдение при первостоятельстве епископа по случаю престольного праздника в Самарском епархиальном женском училище. Кроме того, он обязал монастырь использовать свечи только производства епархиального свечного завода, впрочем, часть затрат на это компенсировалась поставками заводу монастырём светильной бумаги для свечных фитилей. Также, по предложению епископа, монастырь приютил несколько девочек, оставшихся круглыми сиротами при эпидемии холеры в 1892 году.
В марте 1891 года обитель неожиданно получила значительный участок земли. Самарский почётный гражданин Василий Головачёв, который некогда финансировал сооружение иконостасов в монастырских храмах, но с тех пор более 20 лет никак с обителью не был связан, оставил в вечное владение 450 десятин монастырю и монастырскому причту ещё 50 десятин хорошей пахотной земли в 70-ти вёрстах от Самары, вблизи Чагринского женского монастыря. На этом участке разместился один из монастырских хуторов. Причт сперва сдавал монастырю свой участок за 75 рублей в год, а затем обменял обители на 2000 рублей неприкосновенного капитала в 1%-х ценных бумагах.
28 июля 1891 года при встрече цесаревича Николая Александровича в Бузулуке игуменья Антонина преподнесла ему икону Божией Матери «Иверская», шитую золотом в мастерских обители, и полотенце, на концах которого был вышит вид Иверского монастыря. 3 января 1892 года Антонина скончалась от туберкулёза, две вселенские панихиды по ней отслужил самарский епископ Владимир (Богоявленский). Новой настоятельницей стала монахиня Феофания, вскоре возведённая в сан игуменьи.

#### При епископе Гурии

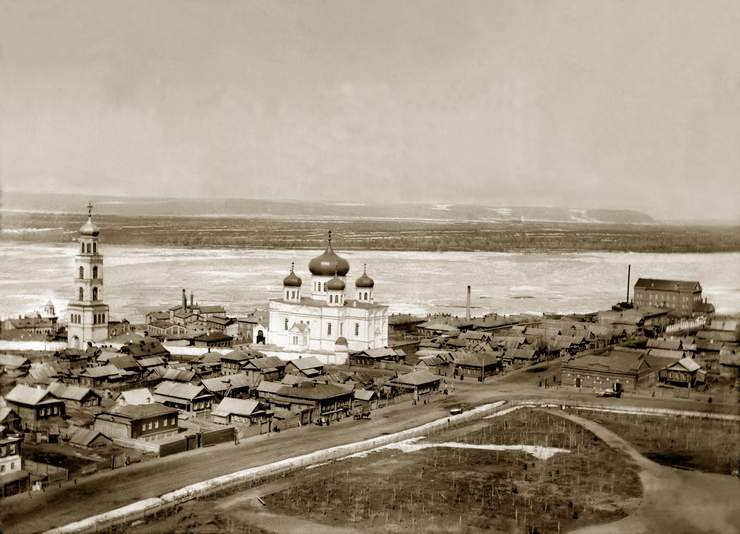
Вид на монастырь со строящегося кафедрального собора

Следующий самарский епископ Гурий продолжил практику своих предшественников совершать архиерейские богослужения в монастырских храмах, но в отличие от них он руководствовался не близостью храмов или их просторностью, а желанием финансово помочь монастырю. К этому времени в Самаре было построено много новых церквей, число богомольцев в обительских храмах заметно сократилось, сократились и приносимые пожертвования. Другим способом улучшить финансовое положение обители стало предложение епископа по увеличению платы за захоронение усопших на монастырских кладбищах, отныне за похороны на нижнем кладбище мирянам предлагалось оплатить монастырю сумму в 250—500 рублей, а на верхнем, у Сретенского храма, 1000—2000 рублей. Это позволило сократить число новых захоронений на довольно ограниченной площади монастырских кладбищ, сохранив и даже увеличив суммы поступлений от этой статьи дохода.
Гурий также продолжил практику проживания в монастыре сирот, расширив её на детей, отбираемых гражданскими властями у родителей, уклонившихся из православия в раскол, сектантство или мусульманство. Такие девочки не прикреплялись в обители, имея возможность по достижении совершеннолетия устроить жизнь по своему усмотрению. Вскоре такая практика была отменена высшим гражданским начальством. После небольшого пожара в монастыре в 1898 году Гурий издал указ по всем монастырям епархии «О охранении монастырских зданий от огня, от неосторожного обращения с ним», в котором приказывал тщательно соблюдать пожарную безопасность под угрозой полностью запретить монахиням топить самовары и пить чай по кельям, а монахам — курить.
27 июля 1894 года Самару и монастырь посетил Иоанн Кронштадтский. Он совершил водосвятный молебен в обители.

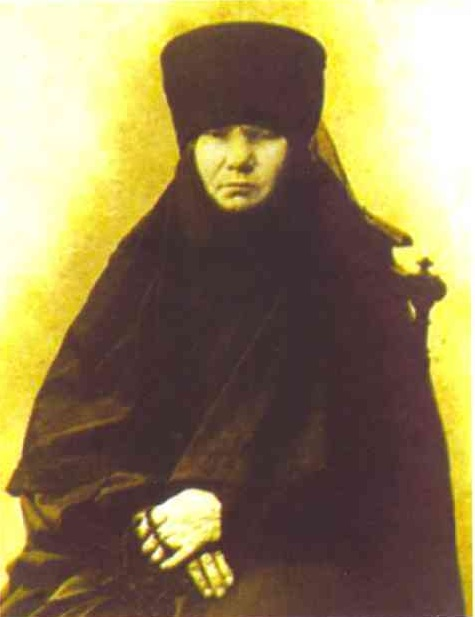
Инокиня Мария (в миру Анастасия Керова)

С 1894 года в монастыре содержалась руководительница течения беседников А. К. Керова, принявшая в монастыре постриг с именем Мария. Однако, по ряду сведений, она, даже находясь под строгим надзором, продолжала сношения со своими последователями, поэтому в 1897 году была переведена в Суздальский Покровский женский монастырь. Впоследствии, однако, епископ Гурий пересмотрел своё решение, и беседничество перестало считаться сектой хлыстовского толка, а было сочтено допустимым течением православия.
В 1896 году скончался Пётр Алабин, его вдова Варвара Васильевна Алабина соорудила над его могилой в Иверском монастыре большой памятник. Также отделила придельный Елено-Варваринский храм (названный в честь святой Елены и святой Варвары в память о дочери Алабиных Елене Лаппа-Стражецкой, которая умерла от туберкулёза) от Иверского, оставив для связи с ним двери в середине перегородки и в алтаре. После её смерти в 1898 году и устройства нового тёплого храма богослужения на престолах первого Иверского храма почти прекратились.
В 1898 году по распоряжению епархиального руководства одиннадцать монахинь Иверского монастыря были переведены в созданный Шихобаловский Свято-Троицкий монастырь, став его первыми насельницами, монахиня Мастридия (в миру крестьянка Марва Никитична Казакова) при этом стала первой настоятельницей открытой обители.

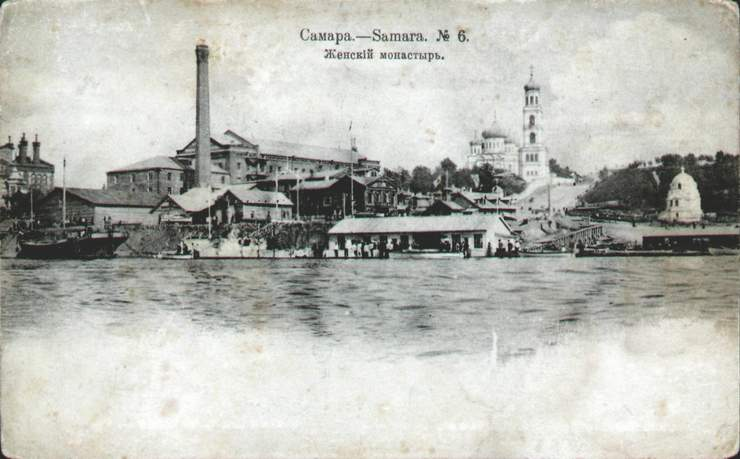
Вид с Волги на Иверский женский монастырь

К началу XX века монастырь представлял собой значительный архитектурный ансамбль, продолжавший расширяться: в 1901 году был заложен новый трапезный храм. Кроме этого, было 3 храма, 22 жилых корпуса, настоятельский корпус, каменный корпус с мастерскими, монастырская школа, различные службы: три погреба, квасоварня, просфорная, прачечная, баня, два каретника, три амбара и т. д. Всё свободное от построек пространство, все палисадники, все кладбища были засажены разнообразными деревьями, кустарниками и цветами. Некоторые примыкавшие к монастырской стене участки также принадлежали обители, на таких участках, в частности, было построено три новых здания для трёх членов монастырского причта, ранее живших в общем причтовом доме. Бывшее их здание хотя и сильно пострадало в пожаре в июле 1899 года, но было восстановлено, обложено кирпичом, и к полувековому юбилею обители здание занял странноприимный дом.
В 1908 году монахиня Феофания была отстранена от должности настоятельницы, её место заняла игуменья Серафима.
В годы Первой мировой войны на территории монастыря в монастырских зданиях больницы и школы разместился госпиталь для раненых солдат. Мастерские обители бесплатно шили одежду и бельё для воинов.

#### При советской власти

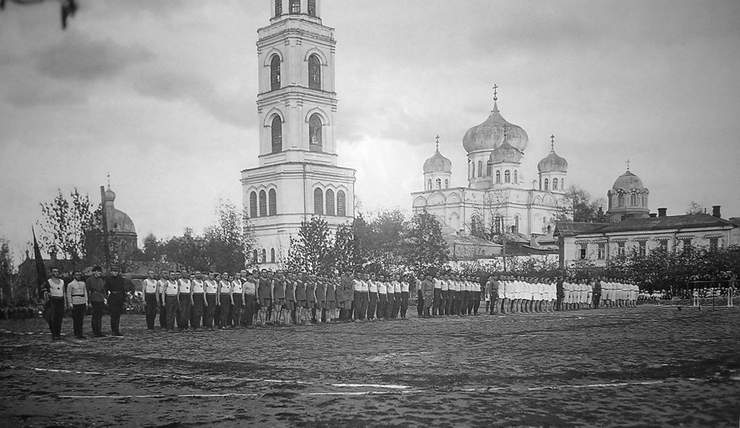
Вид на Иверский монастырь при советской власти

В 1919 году монастырь был официально закрыт, но на его базе была создана швейная артель и зарегистрирована община верующих, получившая в своё распоряжение монастырские храмы. Большинство жилых корпусов было занято под квартиры рабочих «Водосвета» и завода «Металлист», монахини проживали в оставшихся зданиях до 1929 года, их с 5 августа 1919 года обязали платить квартирную плату наравне с прочими горожанами.

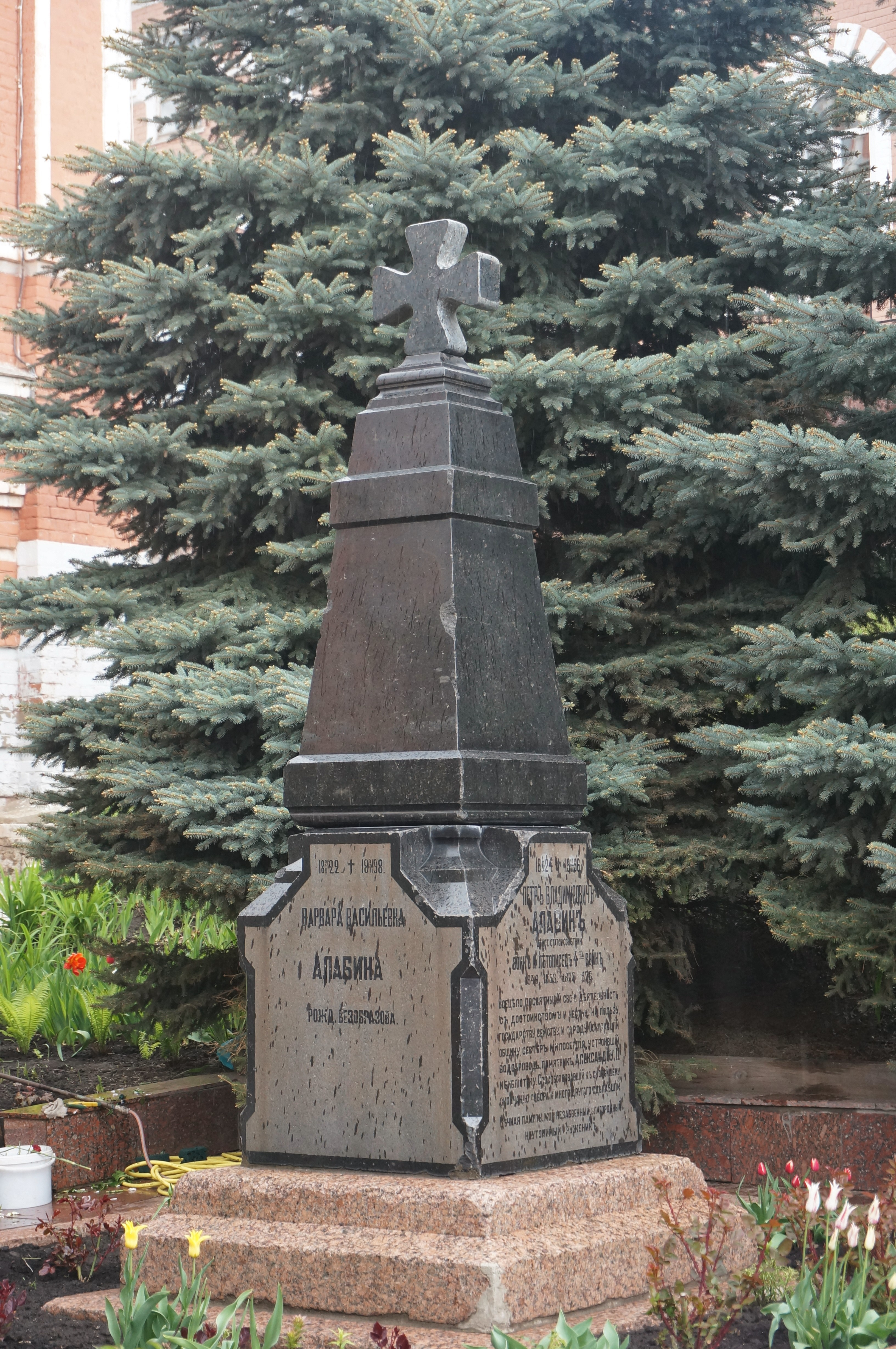
Могила Петра Алабина

В марте 1922 года по распоряжению самарского губисполкома из монастыря были изъяты все ценные вещи: драгоценные ризы особо чтимых Иверской и Иерусалимской икон, напрестольный крест, большой ковчег, серебряный потир, десять икон, две лампады и другие предметы. Акт о передаче ценностей в губфинотдел со стороны монастыря подписала казначея Манефа.
В 1925 году была закрыта и артель, в жилых корпусах поселились работники Жигулёвского пивоваренного завода и Самарской ГРЭС, расположенных неподалёку, сформировав так называемый «рабочий городок». В том же году был закрыт Иверский храм, в 1926 году разобран деревянный придел Иерусалимского храма. В 1929 году были закрыты и остальные три храма обители. В 1930 году были разобраны монастырская колокольня, ограда, многие монастырские строения. Было разорено монастырское кладбище, уничтожены склепы на нём, повреждены могилы. Сохранилась лишь могила Петра Алабина. В 1987 году она была объявлена памятником истории и культуры. В оставшихся постройках разместились различные организации.
Сохранилось народное предание, не имеющее документального подтверждения, но фигурирующее в том числе в повести самарского писателя А. Солоницына «Врата небесные», что последние сёстры монастыря были погружены на старую баржу, которую затем затопили на Волге.

#### Возрождение монастыря
6 декабря 1991 года была официально зарегистрирована община Иверского монастыря. Администрация Самарской епархии при поддержке различных общественных организаций, городского и областного советов народных депутатов добилась передачи Русской православной церкви 13 февраля 1992 года трапезного Иерусалимского храма и прочих оставшихся монастырских строений.
Постановлением главы администрации Самарской области от 27 марта 1992 года храм Иверской Божией Матери, трапезный храм, дом игуменьи, монастырские мастерские и некрополь были признаны памятником истории и культуры регионального значения как характерный пример культовой архитектуры конца XIX века. Впоследствии статус памятника был подтверждён приказом министерства культуры Самарской области № 23 от 16.12.2009 года.
В октябре 1992 года в трапезном храме начались регулярные богослужения. Начались проектные работы по восстановлению Иверского храма.

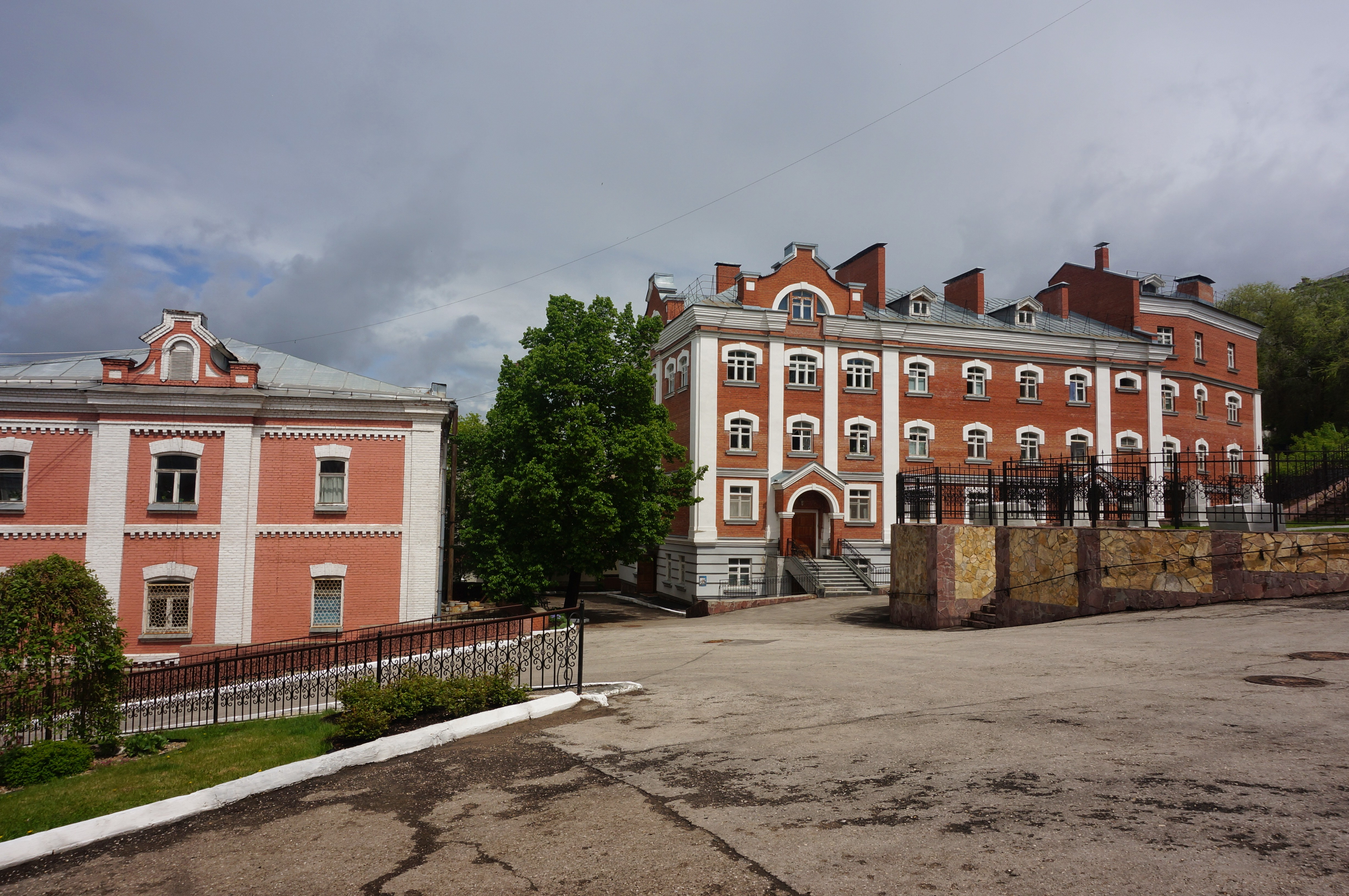
Келейный корпус и корпус келий и ремесленных мастерских

В августе 1994 года по указу патриарха Московского Алексия II возрождённый монастырь возглавила игуменья Иоанна (Л. Капитанцева), переведённая из Красногорского женского монастыря Черкасской епархии. В это время в монастыре проживало 12 насельниц.
Монастырь получил во владение территорию площадью 0,79 га, то есть около 10 % от некогда принадлежавшей. Позднее участок владений монастыря расширялся, составив около половины изначальной, но значительная часть бывшей монастырской территории занята жилыми домами. Взамен ранее принадлежавшей собственности монастырю в 1995 году была передана территория бывшего трудового лагеря, расположенная в Волжском районе, в 40 км от Самары. Здесь было создано монастырское подворье, а также построен храм во имя Святого Духа.
В октябре 1999 года монастырь посетил патриарх Московский Алексий II, который подарил обители образ Иерусалимской Божией Матери. В 2001 году в монастырь были перенесены мощи местночтимого святого Александра Чагринского. В монастыре действуют золотошвейная и иконописная мастерские, библиотека для прихожан. К началу XXI века в возрождённом монастыре проживало уже 65 насельниц, среди них 3 схимонахини, 10 монахинь, 22 инокини и 30 послушниц, в монастырской богадельне проживало 8 человек
26 октября 2010 года в монастыре торжественно отмечалось 160-летие обители. Праздничное архиерейское богослужение возглавил архиепископ Самарский и Сызранский Сергий в сослужении архиепископа Костромского и Галичского Алексия и епископа Нежинского и Прилуцкого Иринея. Присутствовали на богослужении и участвовали в последовавшем крестном ходе губернатор Самарской области Владимир Артяков, глава города Самары Дмитрий Азаров, депутат Государственной думы России Виктор Казаков.
13 октября 2011 года был освящён храм-часовня во имя царских новомучеников Николая II и его семьи, построенный по инициативе настоятельницы Иоанны на средства правительства Самарской области.
14 июня 2012 года на верхних этажах строящейся колокольни произошёл пожар из-за залетевшего в леса китайского фонарика. Пожар, однако, удалось быстро локализовать силами МЧС. В 2013 году на восстановленной на прежнем месте монастырской колокольне установили электронные куранты, управляющие колоколами. Часы изготовлены в Москве, диаметр каждого из четырёх циферблатов 2,2 метра, но из-за электронной составляющей общий вес всего 70 кг. Куранты имеют синхронизацию через спутники GPS, а также возможность управления через GSM-модуль, с помощью которого послушница-звонарь может, позвонив с мобильного телефона, указать необходимый для проигрывания на колокольне перезвон и запустить исполнение. Куранты бьют каждые полчаса с 7 до 22 часов.

## Владения

### Территория

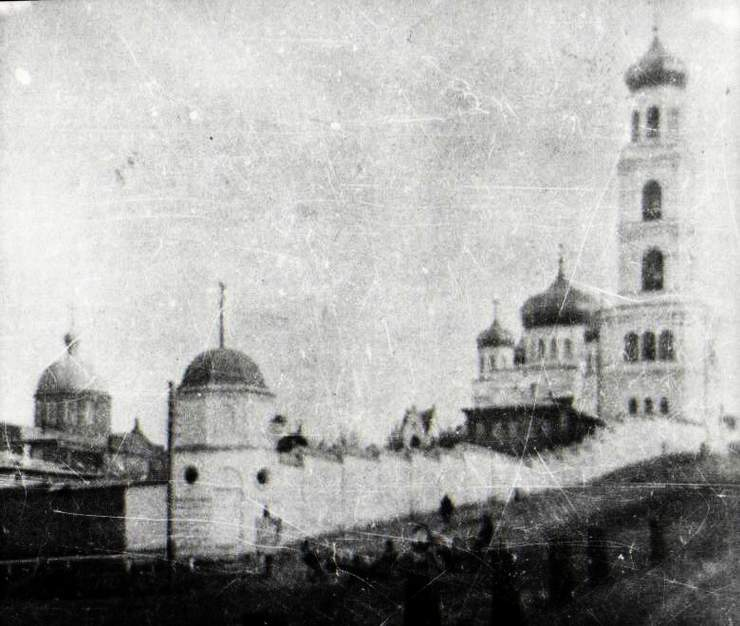
Слева направо: купол Иверского храма, угловая башня стены в форме часовни, Сретенский храм, колокольня

Монастырь располагался на крутом склоне левого берега Волги, занимая почти 7 десятин земли. Со всех сторон был огорожен высокой выбеленной каменной стеной с четырьмя башнями в форме часовен по углам. Проходившая по территории дорога от Святых ворот и до выездных ворот делила территорию на две неравные части — большую на вершине холма, меньшую — у подножья.
К 1905 году на территории размещалось 22 корпуса размерами от 3 до 15 сажен в длину и от 3 до 8 в ширину. Часть зданий были каменными: два одноэтажных, двухэтажный, два трёхэтажных корпуса, ещё два деревянных корпуса были обложены кирпичом. Прочие корпуса были деревянными, два трёхэтажных, остальные двухэтажные, построены на каменном фундаменте, обшиты снаружи тёсом, покрашенным в жёлтые и коричневые цвета, внутри были оштукатурены, крыты железом. Корпуса располагались и в верхней, и в нижней части монастыря довольно симметрично.
На территории располагались два монастырских кладбища, расположенных на крутом склоне. К ним были устроены каменные ступени, огороженные деревянными перилами. Вся незанятая постройками или кладбищами территория была старательно засажена различными деревьями и цветами
На территории находились школа, больница, странноприимный дом. Имелся водопровод, подававший воду из колодца в игуменский корпус, просфорную, больницу, баню, прачечную, а также в дом священнослужителей, что находился на углу улиц Александровской и Саратовской. Некоторые усадебные участки вне пределов монастырской ограды, но примыкавшие к ней, также являлись собственностью монастыря, передаваясь ему с помощью пожертвований со стороны их владельцев.

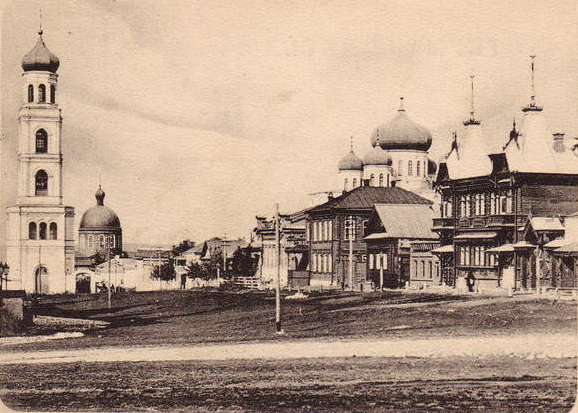
Иверский женский монастырь, Самара

Помимо усадебной территории монастырю принадлежало более 1130 десятин земли, из которых 835 приходилось под пахоту, 150 — луга, 120 десятин на правом берегу Волги было занято лесом и известковым камнем, 23 десятины было занято фруктовыми садами. На этих угодьях было обустроено 4 хутора с жилыми помещениями и хозяйственными службами. На одном, около фруктового сада, разместился пчельник, на другом была построена конная мельница.
В начале XX века монастырю принадлежало около 25 лошадей для работы и выезда, 40 голов рогатого скота, 60 овец.
После смерти игуменьи Антонины, несмотря на огромные затраты на строительство новых и реконструкцию старых монастырских строений, монастырь владел 20 тысячами неприкосновенного капитала в ценных бумагах, процентами с которого он мог распоряжаться. К началу XX века монастырь владел почти 42 тысячами рублей неприкосновенного капитала. Вскоре эта сумма выросла уже до 92 тысяч.
В доходах монастыря не последнюю роль играли поступления арендной платы за пользование монастырскими угодьями. Большая часть земель сдавалась в аренду, сам монастырь пользовался лишь ста десятинами земли под пахоту, садами и лесом. Луга с озёрами на них сдавались для рыбной ловли, известняки — для добычи камня. Доходы приносили и мастерские монастыря

### Храмы

#### Деревянный тёплый Иверской иконы Божией Матери
Первым храмом в обители стала тёплая деревянная трёхпрестольная церковь, освящённая 24 апреля (по другим данным, 24 апреля достроена и освящена 27 апреля) 1855 года первым самарским епископом Евсевием во имя Иверской иконы Божией Матери. Храм строился под наблюдением архитектора Фирсова, стоял на высоком каменном фундаменте, был продолговатой формы, имея в длину 11,5 саженей, а в ширину 6 саженей. Был обшит тёсом и покрыт железом. Имел 13 окон размерами 2 аршина в высоту и до 1,5 в ширину, но так как с двух стороны был затенён холмами, то был довольно тёмным.
Иконостас в храме был двухъярусный, столярной работы, с вызолоченной резьбой по белому фону. Он был создан на средства самарского купца Василия Головачёва. С левой стороны от царских врат располагалась Иверская икона, а за левым клиросом находилась Иерусалимская икона Божией Матери.
В 1857 году был построен и 15 июня освящён во имя Иерусалимской иконы Божией Матери епископом Феофилом северный придел. Он размещался под храмом Иверской Божией Матери, в северной половине его фундамента. Был тесен, низок и тёмен: размерами 2 на 5 саженей, высотой в одну сажень и с окнами, выходящими на север, одним в алтаре и тремя небольшими в самом придельном храме.
Южный придел был построен на средства видного самарского общественного деятеля П. В. Алабина и был освящён в 1874 году во имя святой равноапостольной царицы Елены и святой великомученицы Варвары — в честь святых покровителей его дочери Елены Лаппа, умершей от туберкулёза, и жены Варвары Васильевны. Придел был пристроен к южной стене Иверского храма, несколько увеличив его в ширину. Железная крыша с небольшим куполом с крестом шла покатой площадкой от крыши главного храма. Вдоль южной стены была устроена огороженная перилами терраса с двумя выступами, одним к дороге, ведущей к храму, другим — к кладбищу. С появлением придела храм внутри стал просторнее и светлее. Двухъярусный иконостас придела стал как бы продолжением иконостаса главного храма, только меньших размеров. Сохранилось его описание: «Иконостас в этом придельном храме с крестообразными, лучистыми и вызолоченными воротами был очень искусной работы; по нему был раскинут искусственный зеленеющий плющ. Местные иконы Спасителя и Божией Матери были приложены в зелёной штофной материи и представлялись как бы утверждёнными в нишах. Под иконой Божией Матери находился фарфоровый вензель с буквами на нём: Е. Л. В небольших треугольниках над царскими вратами, северными и южными, были выставлены фарфоровые вазы с искусственными цветами и с вызолоченными в сияниях крестиками, выходящими поверх ваз. В середине храма к прежним четырём колоннам прибавили ещё две, на которых покоился новый купол».
Храмовые праздники отмечались 12 января в главном престоле, 21 мая — в Елено-Варваринском приделе и 12 октября в Иерусалимском приделе.
Храм просуществовал до 1901 года, после чего был разобран из-за ветхости, однако Елено-Варваринский придел был сохранён и был разобран лишь в 1926 году. На месте храма в 1903 году был построен трапезный Иерусалимский храм.

#### Сретенский/Успенский храм

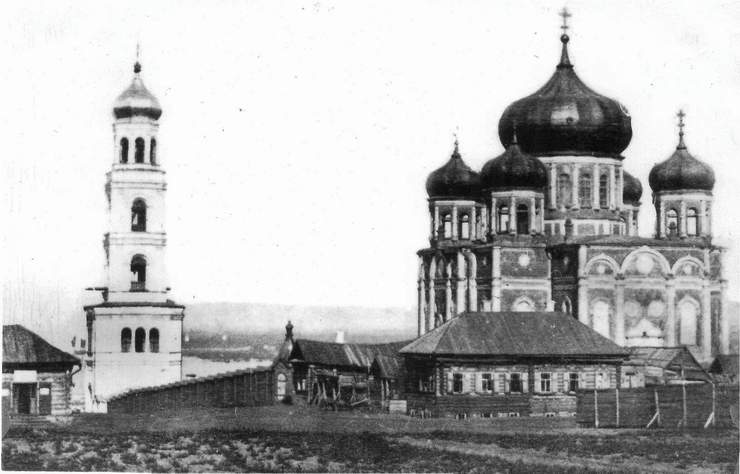
Сретенский храм и монастырская колокольня. Вид с улицы Александровской

В 1858 году настоятельница общины Мария Янова обратилась к епископу Феофилу с прошением о закладке большого каменного трёхпрестольного холодного храма во имя Сретения Господня. К прошению прилагался план постройки, составленный губернским архитектором К. Г. Макером в 1856 году и одобренный департаментом проектов и смет главного управления путей сообщения и публичных зданий. Композиция храма и характерный русско-византийский стиль показывают, что в своём проекте Макер использовал чертежи из альбома К. Н. Тона, дважды издававшегося в 1841 и 1844 годах как образец для повсеместного использования и подражания. 17 сентября 1858 года состоялась церемония закладки храма. Строительство велось под наблюдением К. Г. Макера.
Храм строился на самом высоком месте монастырской усадьбы. Сперва строительство шло довольно быстро: уже в ноябре 1861 года была закончена каменная кладка стен, весной 1862 года были подняты и установлены кресты. Однако процесс внутренней отделки продвигался столь медленно, что строительство в общей сложности заняло 11 лет. Строительство храма велось на пожертвования самарских купцов: большую сумму пожертвовал городской голова купец Василий Буреев, Иван Плешанов выделил 10 тысяч рублей и обустроил два иконостаса, главный и в северном приделе. Иконы в приделе, работы живописца села Палех Н. М. Сафронова, также были написаны за счёт Плешанова. Сафронов же, но на средства другого купца — Александра Надысева, писал иконы для главного иконостаса. Иконостас и лицевые иконы в южном приделе были профинансированы купцом Василием Головачёвым, кресты на пяти грушеобразных куполах были сделаны по заказу купца П. Журавлёва.

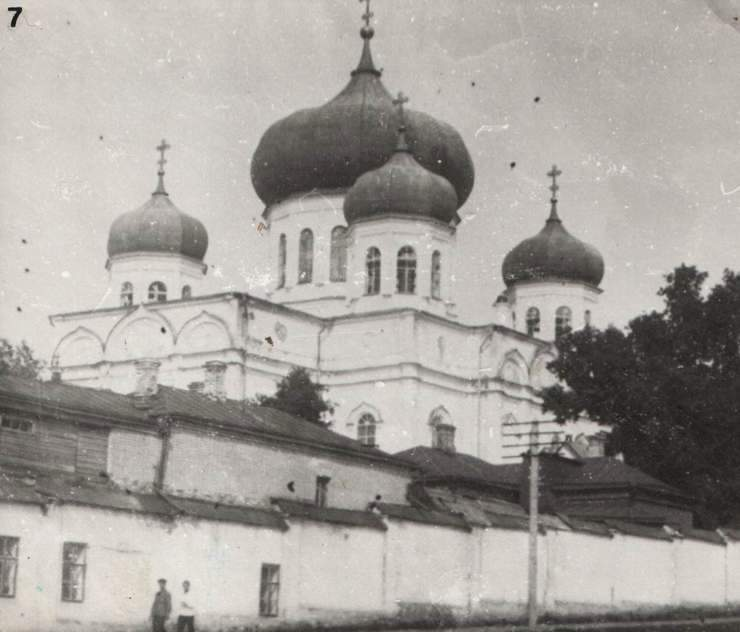
Успенский храм Иверского монастыря

17 сентября 1867 года епископом Герасимом был освящён придел во имя святых апостолов Петра и Павла. В храме начались богослужения. Затем был построен главный престол, освящённый епископом Герасимом 8 сентября 1869 года. К началу 1890-х годов храм потребовал капитального ремонта и обновления интерьера, хотя к этому времени строительство ещё не было завершено и третий придел ещё не был освящён. Ремонт длился с 1894 по 1896 год. За это время внутренняя отделка почти полностью изменилась. Самарский мастер П. Ф. Бычков выполнил столярные работы и позолоту иконостасов, колонн, резьб тумб, уступов, клиросных стен, киотов и прочего. И. В. Белоусов выполнил живописные работы по реставрации икон, окраске и росписи стен, потолков, куполов и т. д. Строительство храма окончилось, когда третий придел был достроен и освящён во имя преподобного Сергия Радонежского 30 июля 1896 года.

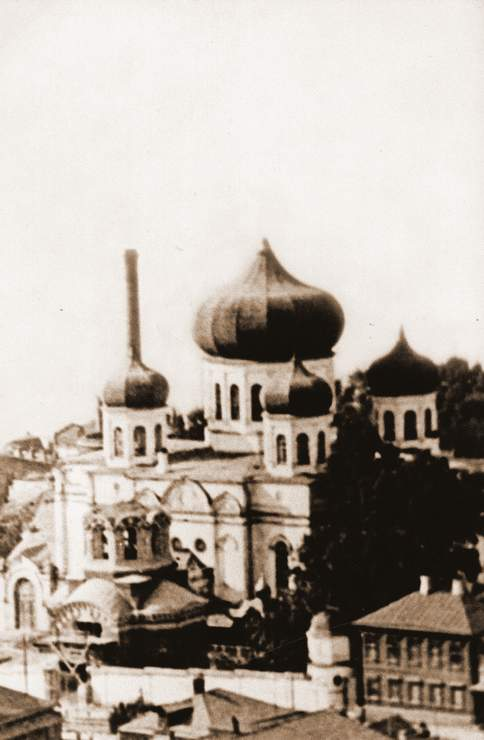
Успенский храм Иверского монастыря при советской власти. Кресты уже сняты

До постройки в Самаре кафедрального собора Сретенский храм был самым величественным архитектурным сооружением в городе, однако и позднее он оставался самым высоким храмом города. Храм имел крестообразную форму, с пятью главами, среди которых средняя была особенно крупной. Своды лежали на шести красивых колоннах. Длина храма составляла более 20 саженей, ширина — более 15, высота — до 20 саженей. В храме было три входа, выполненных из белого камня: с запада, севера и юга, каждый имел 17 ступеней (по другой версии — 16). Под зданием был устроен подвал, в северо-западной части которого была похоронена первая настоятельница, игуменья Маргарита. Окна в храме были довольно необычны по форме и расположению, самый большие, нижние, находились на высоте двух саженей в алтаре и трёх в самом храме. Кроме того, в куполе было ещё 12 больших окон, что делало Сретенский храм самым светлым из всех церквей Самары. Двери были двустворчатые, липовые решетчатые в самом храме и дубовые сплошные — обращённые к выходу.
Храмовые праздники отмечались 2 февраля в престоле, 29 июня в Петропавловском приделе и 25 сентября в приделе во имя Сергия Радонежского. Однако отмечать престольный праздник в феврале в неотапливаемом храме было довольно неудобно, от идеи перестроить храм в тёплый отказались из-за сложностей и дороговизны отопления столь большого здания. Поэтому главный престол был пересоздан, и 9 мая 1902 года епископ Гурий освятил его во имя Успения Божией Матери, преподнеся игуменье Феофании точный список с иконы Киево-Печерской лавры «Успение Божией Матери», который в дальнейшем расположили на горнем месте.
Храм был закрыт в 1929 году постановлением президиума крайисполкома. Сначала в нём размещался гараж общества «Транспортник», а уже в 1930 году храм был взорван, а на его месте был построен жилой дом.

#### Колокольня и Никольский храм
С 1877 по 1882 год шло строительство монастырской колокольни.
Проект колокольни был создан губернским архитектором Макером ещё при создании проекта Сретенского храма в 1856 году. Тогда предполагалось, что колокольня будет высотой в 40 саженей. Однако в Петербурге, в департаменте проектов и смет главного управления путей сообщения и публичных зданий, заметили:

«Что же до проекта колокольни, которую предназначается возвести высотою в 40 сажень, на что может потребоваться расхода примерно около 95 тысяч рублей, то департамент, не одобрив этого проекта, признал необходимым переделать оный в 2-х видах, как показано на представляемых знаменательных проектах, по которым, для обеспечения благонадежности и устойчивости постройки, уменьшены размеры колокольни вообще и в особенности высота её на 10 сажень, так что на выполнение нового на сей предмет проекта может понадобиться сумма до 40 тысяч рублей»:

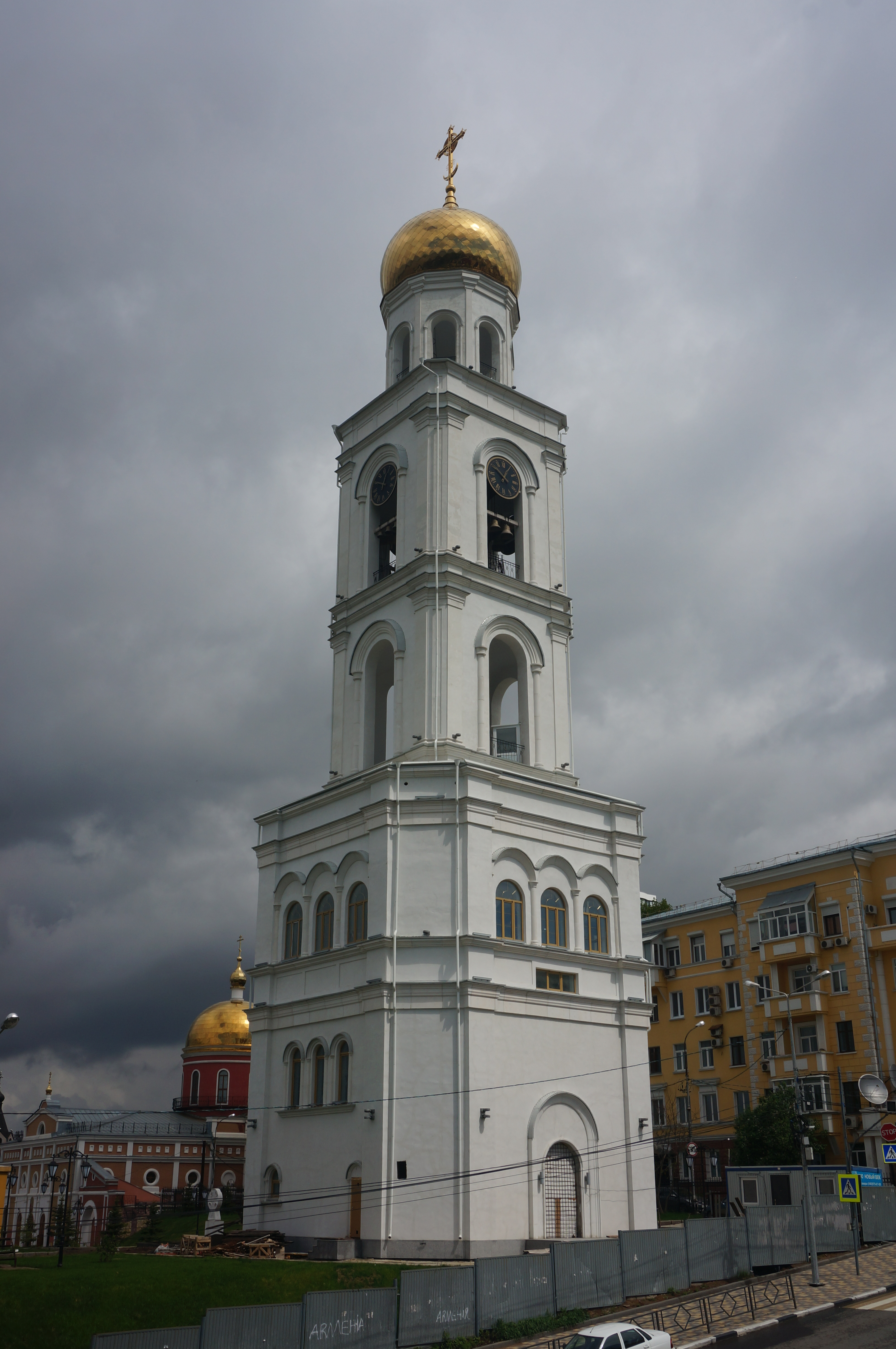
Восстановленная колокольня

Строительство началось лишь спустя двадцать лет. Каменная колокольня высотой в 30 саженей, с 500 пудовым колоколом, располагалась над главными монастырскими воротами, была увенчана куполом и позолоченным восьмиконечным крестом высотой в 3 сажени. Строительство велось на средства Ивана Васильевича Жукова и других благотворителей. Более 10 000 рублей на отливку колокола и позолоченный крест пожертвовала санкт-петербургская купчиха И. П. Ненюкина. Колокол в 5410 пудов весом был отлит на заводе ярославского купца Оловяшникова, доставлен в монастырь в августе 1881 года. Крест был заказан московскому мастеру Абрамову, доставлен в обитель в сентябре 1880 года.
На среднем ярусе колокольни разместился небольшой надвратный храм во имя святителя Николая Чудотворца. 1000 рублей на его строительство были завещаны штабс-капитаном Н. Н. Лобановым, лечившимся в Самаре от туберкулёза, и супружеской четой дворян Алашеевых, в память об их скончавшемся сыне Николае. Алашеевы также пожертвовали храму старинную фамильную икону святителя Николая, одеяния на престол и жертвенник, церковную завесу и иные ценные предметы. Общая сумма пожертвований на храм даже превысила смету его строительства
В 1882 году храм был освящён по благословению епископа Серафима игуменом Бузулукского мужского монастыря иеромонахом Нифонтом. Престольный праздник отмечался 6 декабря.

#### Каменный тёплый Иверский храм
К началу 1880-х годов тёплый деревянный храм уже обветшал, да и был он невелик и уже не удовлетворял монастырскм потребностям. Поэтому в 1882 году был заложен новый храм во имя Иверской иконы Божией Матери.
Проект был разработан самарским архитектором П. А. Иностранцевым при участии архиепископа Серафима. Иностранцев же и осуществлял наблюдение за строительством до своей смерти в 1886 году, после чего ему сменил епархиальный архитектор Т. С. Хилинский.
Значительные средства на строительство пожертвовала купчиха Ненюкова (урождённая Синягина). Строительство длилось шесть лет, 29 июня 1887 года были подняты кресты, 5 июня 1888 года был освящён главный престол, 29 июня того же года — придел во имя Архангела Михаила. Храм находился в середине дорожного Монастырского спуска, по его правой стороне, соприкасаясь с ним входом на паперть. С северной стороны к храму примыкал каменный трёхэтажный игуменский корпус, стоящий фасадом в сторону спуска с юга к северо-западу и отделённый от храма коридором.
Храм имел четырёхугольную форму с длиной без паперти 15 саженей, с папертью 19 саженей и шириной в 12 саженей. Был покрыт железом, окрашен медянкой. В середине был устроен каменный восьмерик, на котором расположился купол с десятью окнами. Купол был покрыт белым железом и увенчан медным позолоченным крестом. С четырёх сторон храма были размещены четыре малые главы, также обитые белым железом и венчающиеся меднопозлащёнными крестами соответствующей величины. Высота храма составляла 12 саженей с куполом и 15 саженей 2 аршина с крестом. Однако высота его скрадывалась окружающими холмами, отчего он представал как бы пещерным храмом, наполовину скрытым в земле, и лишь фасадом, верхними частями, куполами и крестами выступал на поверхность земли.
В храм вели 10 дверей, из которых 6 с разных сторон вели на паперть, а четыре двойные — в сам храм. Двери были столярной работы, сосновые, с отделкой под дуб. С западной стороны храма во всю его ширину было устроено крыльцо с террасами из белого камня с глухой белокаменной решеткой и выходами на две стороны. С северной стороны находилась лестница с 4 ступенями, с южной — с 11 ступенями. Вокруг храма также была устроена каменная открытая галерея шириной в три сажени, в которую из храма вело две двери.
Освещался храм окнами, расположенными в два яруса. Внутри он разделялся на три части глухими каменными стенами. Восточное и западное отделения имели в длину 4 сажени, в ширину 11 саженей, среднее было длиной в 10,5 саженей и шириной в 11. Над восточным и западным отделениями разместили помещения для ризницы и библиотеки. В западной части среднего отделения между папертью и двумя колоннами располагались хоры, поддерживаемые чугунной колонной. В восточной части в середине находился главный алтарь, к югу от него алтарь во имя архангела Михаила, а к северу — пономарка, из которой ход вёл в ризницу. Пономарка и придел отделялись от главного алтаря каменными стенами с проходными дверями. Напротив всех трёх отделений шёл амвон шириной в 5,5 аршин с четырьмя ступенями из белого камня. Пол в обоих алтарях и пономарке был деревянный, по всему амвону — паркетный, в середине храма и в паперти — каменный.
Алтари и пономарка отделялись от храма дубовыми иконостасами с деревянной вязью и позолотой. Автором был симбирский мастер Пётр Сибиряков. Главный иконостас был трёхъярусным: нижний имел в ширину 6 саженей и 1 аршин, высоту 1 сажень, второй ярус — длина 4 сажени 2,5 аршина и высота 1 сажень 1,25 аршина. В середине нижнего яруса располагались царские врата высотой в 4,25 аршина и шириной в 2,25 аршина. На них были изображены Благовещение Пресвятой Богородицы и четыре евангелиста. Венчался главный иконостас дубовым с позолотой четырёхконечным крестом высотой 1,25 аршина.
Придельные иконостасы были двухъярусными, нижние ярусы были высотой 1 сажень 5 четвертей, верхние — 1 сажень. Ширина у обоих ярусов в обоих иконостасах была 2 сажени и 2 четверти каждый. Посреди этих иконостасов располагались царские ворота высотой 3,5 аршина и шириной 1 аршин 7 вершков, также с изображением Благовещения и евангелистов. Венчались придельные иконостасы таким же крестами, что и главный. Иконы на всех трёх иконостасах были написаны в византийском стиле, на липовых досках по чеканному золотому фону масляными красками. Автором был палехский иконописец Н. М. Сафронов. Алтарные иконы были аналогичного вида и отделки.
В середине алтаря находился престол из кипариса с облачением из белого серебряного глазета. Аналогично был выполнен и жертвенник.
В 1929 году постановлением президиума крайисполкома храм был отдан под клуб завода «Металлист». Позднее в нём размещался филиал № 1 «Самараоблобувьбыта». В 1995 году храм был возвращён Иверской общине.

#### Иерусалимский храм

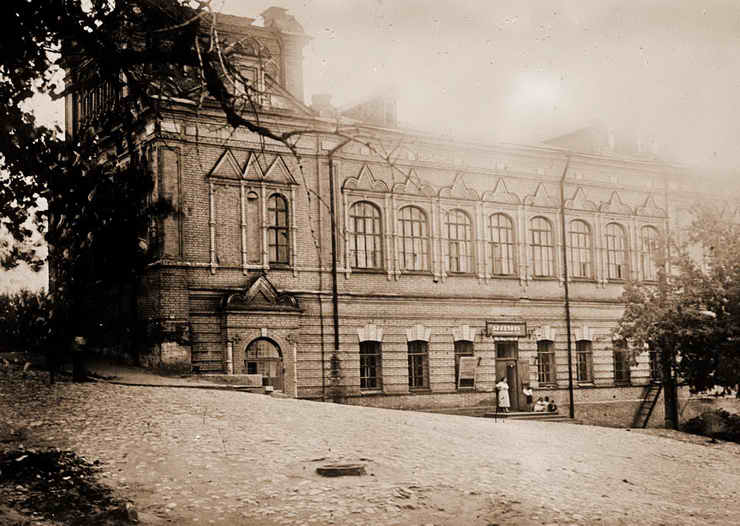
Трапезный храм примерно в 1930 году

В октябре 1900 года настоятельница Феофания обратилась к самарскому епископу Гурию с прошением разрешить строительство нового трапезного храма по случаю пятидесятилетия монастыря. Гурий оставил резолюцию:

Разрешаю в память юбилея святой обители соорудить трапезный храм на месте существующей деревянной Иверской церкви, но не деревянный, а каменный в честь Иерусалимской иконы Божией Матери, столь много прославленной Богом дивными знамениями и чудесами…
5 июля 1901 года был заложен новый храм. На месте, где должен был находиться престол, был установлен деревянный крест, в фундамент апсиды были вложены святые мощи, которые прикрывала медная доска с вырезанной датой закладки. Строительство велось по проекту и под наблюдением архитектора Самарской епархии Т. С. Хилинского.

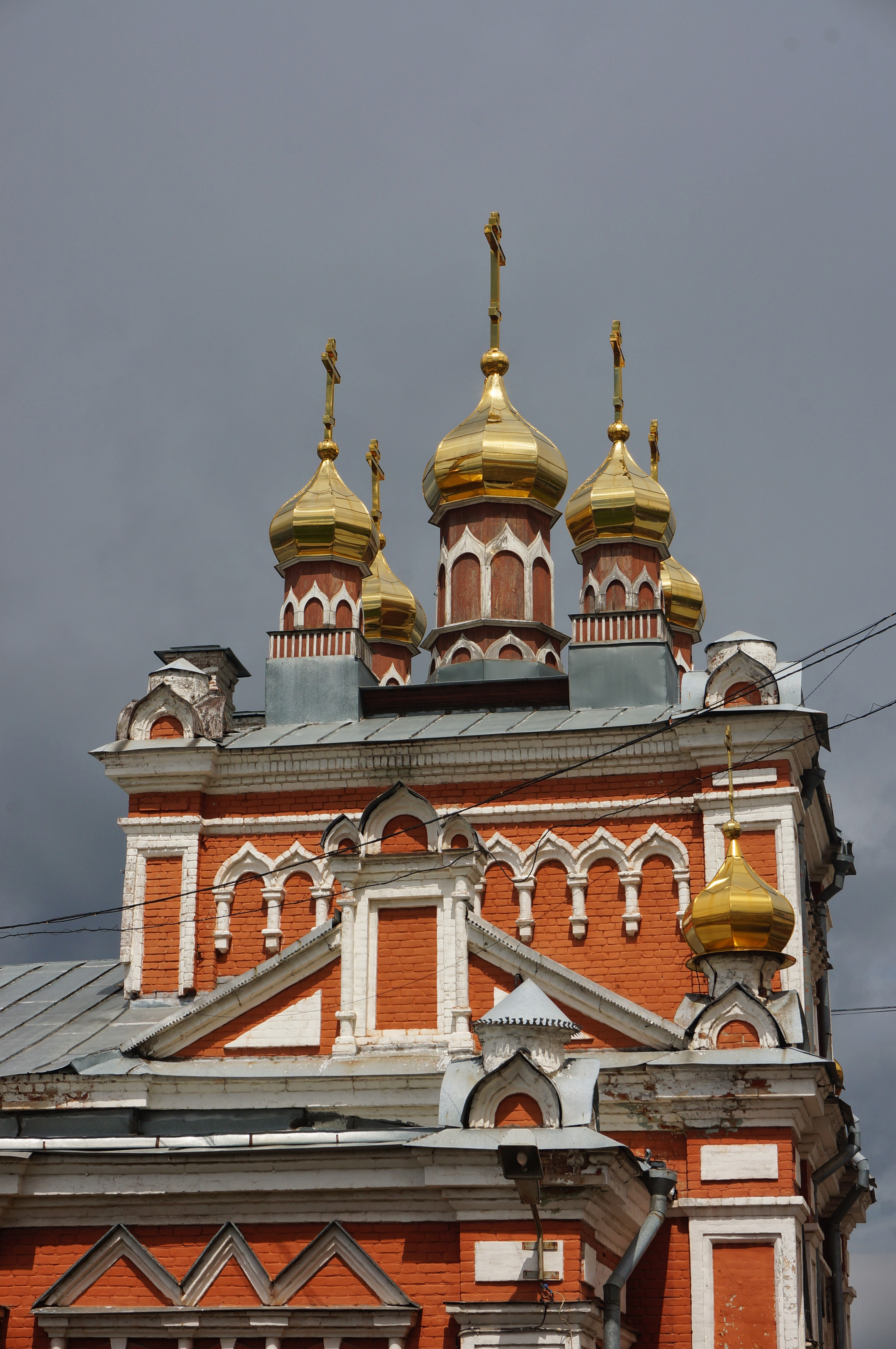
Купола Иерусалимского храма

Храм имел девятиглавое завершение. На нижнем этаже разместились пекарня, квасоварня и склепы для могил, на верхнем — трапезный храм с престолом во имя Иерусалимской иконы Божией Матери, Рождества Иоанна Предтечи и святителя Феодосия Черниговского.
Освящение состоялось 21 сентября 1903 года. Оставшийся от предыдущего храма придел во имя равноапостольной царицы Елены и великомученицы Варвары стал приделом и нового храма. Престольные праздники отмечались 4 декабря в главном престоле и 21 мая в приделе.
В 1925 году храм был закрыт, в здании разместился клуб водников, позднее использовался как Дом науки и техники. В 1992 году здание было передано Русской Православной церкви, в нём вновь был открыт храм, ставший первым в возрождённом монастыре.

#### Храм-часовня царственных страстотерпцев

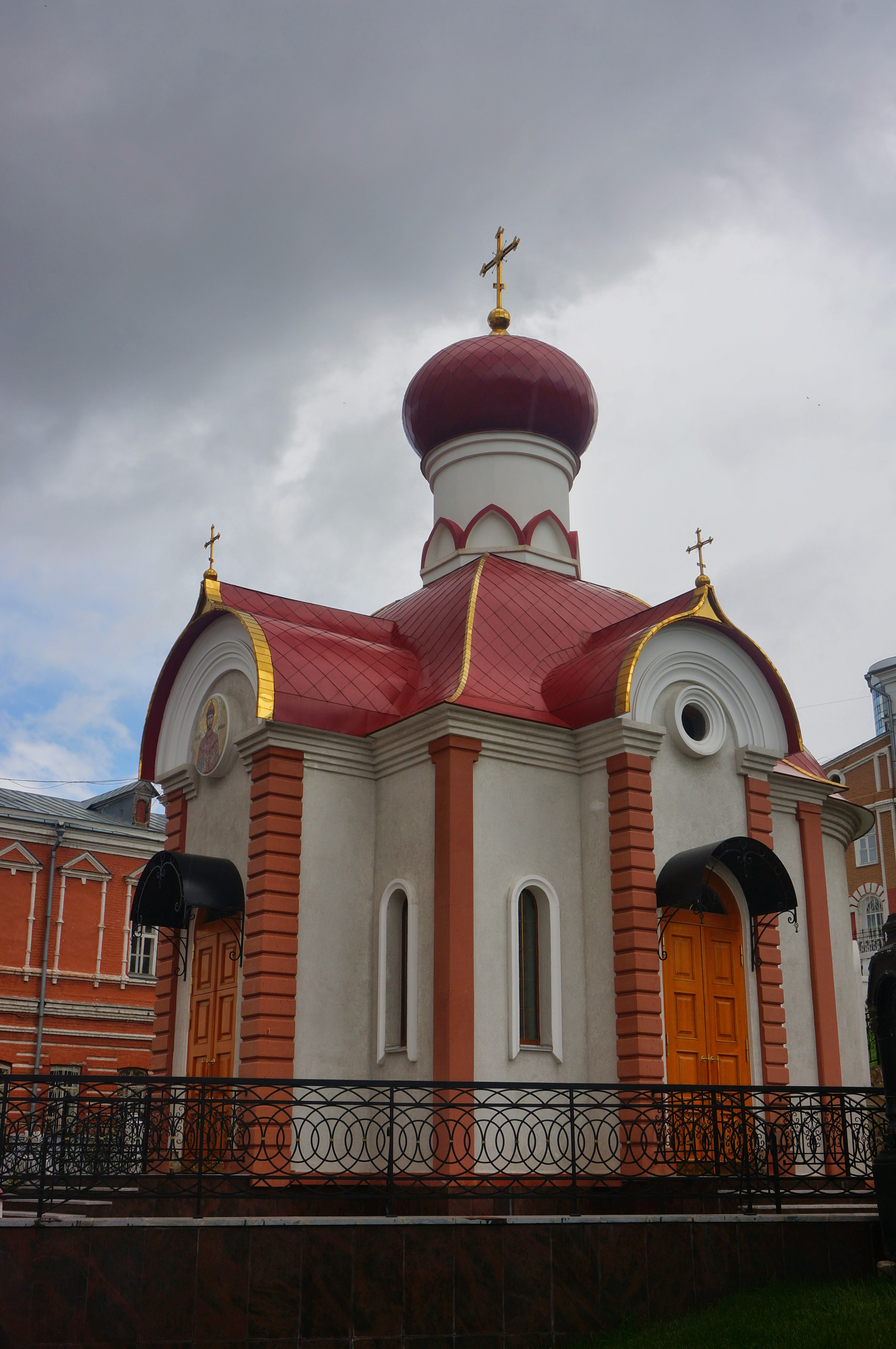
Храм-часовня царственных страстотерпцев

В 2006 году в монастыре началось строительство новой часовни. Однако при подготовке фундамента были обнаружены остатки монастырского некрополя с множеством захоронений. Были проведены археологические раскопки, имена некоторых похороненных удалось восстановить.
Строительство храма-часовни продолжилось в 2010 году. 13 октября 2011 года храм-часовня был освящён во имя царских новомучеников Николая II и его семьи. Это небольшая одноглавая кирпичная церковь-часовня в русском стиле. Храм создавался на средства областного бюджета. В его алтаре замурована земля с предполагаемого места убийства царской семьи. Установлена мемориальная доска, напоминающая об их мученической смерти. В дальнейшем под храмом планируется открыть музей восстановления комплекса Иверского монастыря.

### Часовни
В 1850 году общиной была поставлена часовня на берегу Волги, предназначавшаяся для сбора пожертвований для обители. Это было деревянное здание размерами 2×2,5 сажени, обшитое тёсом, крытое деревом и с деревянным крестом, обитым белой жестью. Внутри была разделена на две части, в одной находились иконы Христа Спасителя, Казанской Божией Матери, Николая Чудотворца, Серафима Саровского и другие. Во второй половине находилась голландская печь и размещались одна-две монашки для охраны и наблюдения за часовней.
Несмотря на предназначение, никакой особой финансовой выгоды она не приносила. В конце 1903 — начале 1904 годов по городу стали распространяться слухи, что святыни, помещённые в часовне, обладают особой благотворной силой. И хотя само монастырское руководство относилось к таким слухам скептически, но обратилось к епископу Гурию с просьбой разрешить в часовне водосвятные и акафистные молебны силами монастырского причта с монастырскими же певчими. Архиепископ Гурий не только разрешил и благословил, но и обязал причт совершать такие молебны по желанию приходящих в часовню.
Ещё одна монастырская часовня для сбора пожертвований находилась на Троицком рынке, однако она просуществовала относительно недолго. Известно, что уже в 1892 году на рынке была построена часовня от Троицкой церкви Самары, при том, что монастырская уже не существовала.
5 сентября 1876 года была заложена каменная часовня в районе железнодорожного вокзала (на пересечении современных улиц Спортивной и Красноармейской). Часовня создавалась в память благополучного исхода от голода 1873—1874 годов, бывшего в епархии. Она строилась по проекту архитектора Н. И. де Рошфора. Деньги на строительство собирались по подписке со всей губернии, значительную сумму внёс П. В. Алабин. Часовня была освящена епископом Герасимом 9 апреля 1877 года, в день, когда с вокзала отправлялись добровольцы в Сербию. Внутри часовни находились три иконы работы петербургских иконописцев: икона Спасителя (как Спаситель пятью хлебами напитал 5000 человек); икона Божией Матери «Иверская»; икона святителя Алексия, митрополита Московского и Всея Руси, считающегося небесным покровителем Самары. В середине 1920-х годов часовня была снесена.
8 июня 1888 года была заложена деревянная часовня святителя Алексия в память 900-летия крещения Руси. Она находилась на углу улиц Набережной и Александровской у Струковского сада. В 1913 году её заменили на каменную часовню. Также была разрушена в 1920-х годах.

### Святыни
В монастыре имелись особо чтимые иконы:
- образ Божией Матери «Иерусалимская» в серебряной позолоченной ризе, которой симбирский епископ Феодотий благословил обитель при открытии[108]. Этот образ в торжественные и праздничные дни носили по домам горожан[20]. В начале XX века образ оценивался в 800 рублей[117]. Почитался как чудотворный, предположительно, первая настоятельница вела список чудотворений, происходивших от образа, но уже в начале XX века монастырским священнослужителям никаких достоверных записей об этом найти не удалось[29].
- образ Божией Матери «Иверская», пожертвованный купчихой Е. С. Марихиной при основании обители, по которому та и получила своё именование. Икона была в дорогом, золотом окладе, украшенном алмазами и изумрудами[20]. В начале XX века икона оценивалась в 2000 рублей[118].
- образ Божией Матери «Троеручица». Икона была написана на Афоне на кипарисовой доске, была принесена в монастырь 27 октября 1862 года. Украшалась серебряным позолоченным окладом, оценивалась в начале XX века в 1200 рублей[118][20].
- икона с изображение преподобных отцов: Мартирия, Саввы, Агапита, Никодима, Вениамина и Арсения с гробничками к ней, в которые были вложены мощи этих святых[118]. Мощи были пожертвованы монастырю в 1867 году (по другим данным — 1877 году[15]) переехавшей в Самару на жительство из Санкт-Петербурга надворной советницей Анисьей Холомецкой[54].
- икона Божией Матери «Тихвинская», написанная в 1790 году, в серебряном окладе и с серебряным венцом размерами 5×5 четвертей[117].
- Евангелие в серебропозолоченных досках, оцениваемое в начале XX века в 700 рублей[118].
- серебропозолоченный напрестольный крест в 96 золотников[118].
- такой же крест с заключёнными в него мощами евангелиста Матфея[118].
- серебропозолоченная дарохранительница весом более 8 фунтов, в форме алтаря, с Царскими вратами с лицевой стороны[118].
- четырёхконечный серебропозолоченный крест с мощами Иоанна Предтечи, Евфимия Великого, Иоанна Дамаскина, Георгия Победоносца, преподобного Иосифа, преподобного Арсения, Романа Сладкопевца, мученика Панкратия, святого благоверного князя Александра Невского, мученицы Татьяны, святых Гурия, Евстратия, Мардария, Евгения, Евксентия, Пантелеймона, Василия Великого, Иоанна Златоуста и других. Крест был вложен в икону в киот с изображением некоторых из перечисленных святых и с меднопозолоченной табличкой с перечнем святых, чьи мощи хранятся в кресте[117].

Имелись и иные святыни: мощи, евангелия, кресты, драгоценные священнические облачения и прочее.

## Монастырский уклад

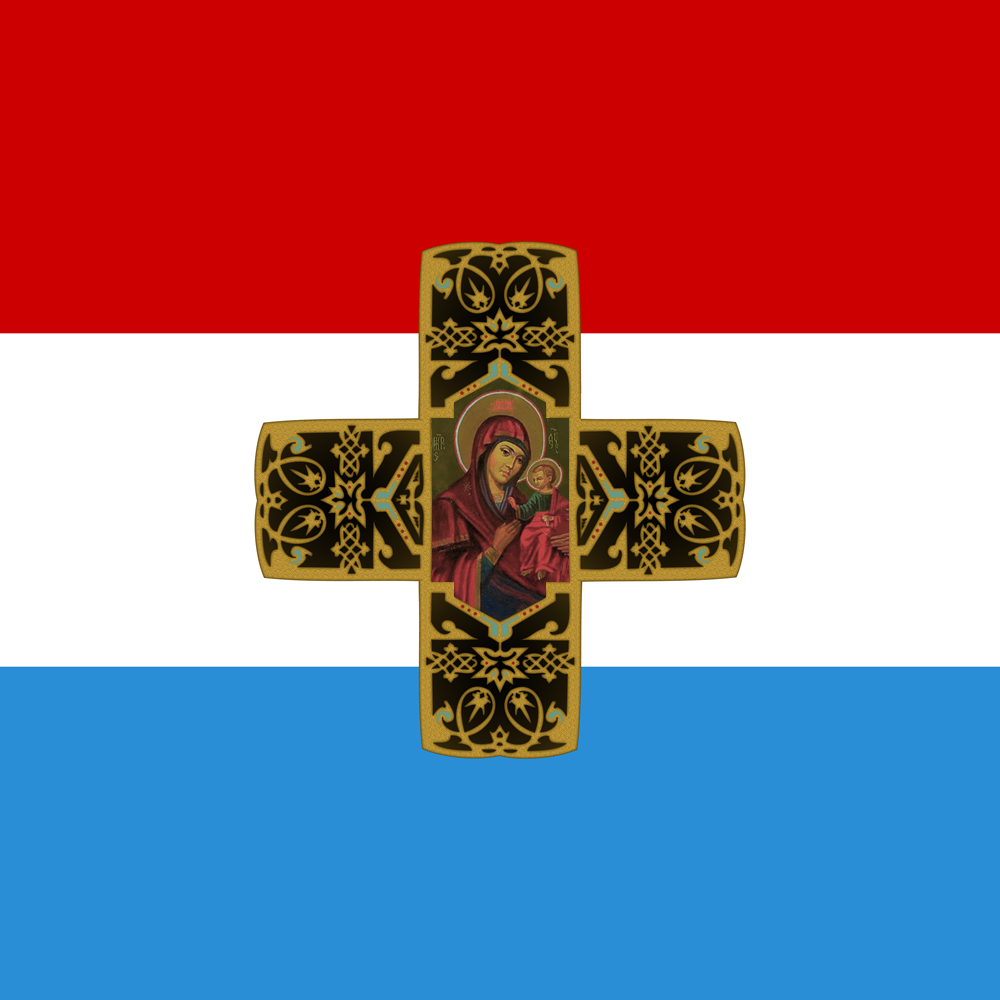
Самарское знамя

Большую часть времени монахини посвящали молитве, которая была как общей, церковной, так и домашней. Все, за исключением больных и престарелых, несли определённые послушания: чтение псалтыря, изготовление просфор, приготовление еды к общей трапезе. Многие занимались различными рукоделиями: шитьё церковных облачений, различных мирских и монашеских одежд, вышивание золотом, стегание одеял, переплёт книг, иконопись, ткачество, изготовление ковров и другие.
В 1876 году в мастерской монастыря было вышито знаменитое Самарское знамя, под которым сражались болгарские ополченцы в ходе Русско-турецкой войны. Сейчас знамя хранится в Национальном музее военной истории Болгарии в отдельном помещении с особыми условиями и под усиленной охраной, является единственным знаменем, награждённым орденом «За храбрость» республики Болгария, который позднее был помещён в богато украшенный наконечник флагштока. Современный флаг Самарской области, утверждённый в 1998 году, взял за основу именно Самарское знамя.
Свободное от общинных послушаний время монахини посвящали изысканию средств на личные нужды: они были обязаны платить за отопление, освещение и одежду из собственных средств.
Все насельницы исповедовались и причащались во все посты. Кроме того, для исповеди с 1866 года был назначен в духовники иеромонах.
Славился Иверский монастырь и своим хором, которым руководил выпускник Самарской духовной семинарии Семён Фёдорович Соловьёв. Всю свою жизнь он посвятил усовершенствованию партесного хорового пения. После смерти был похоронен на монастырском кладбище.

## Насельники

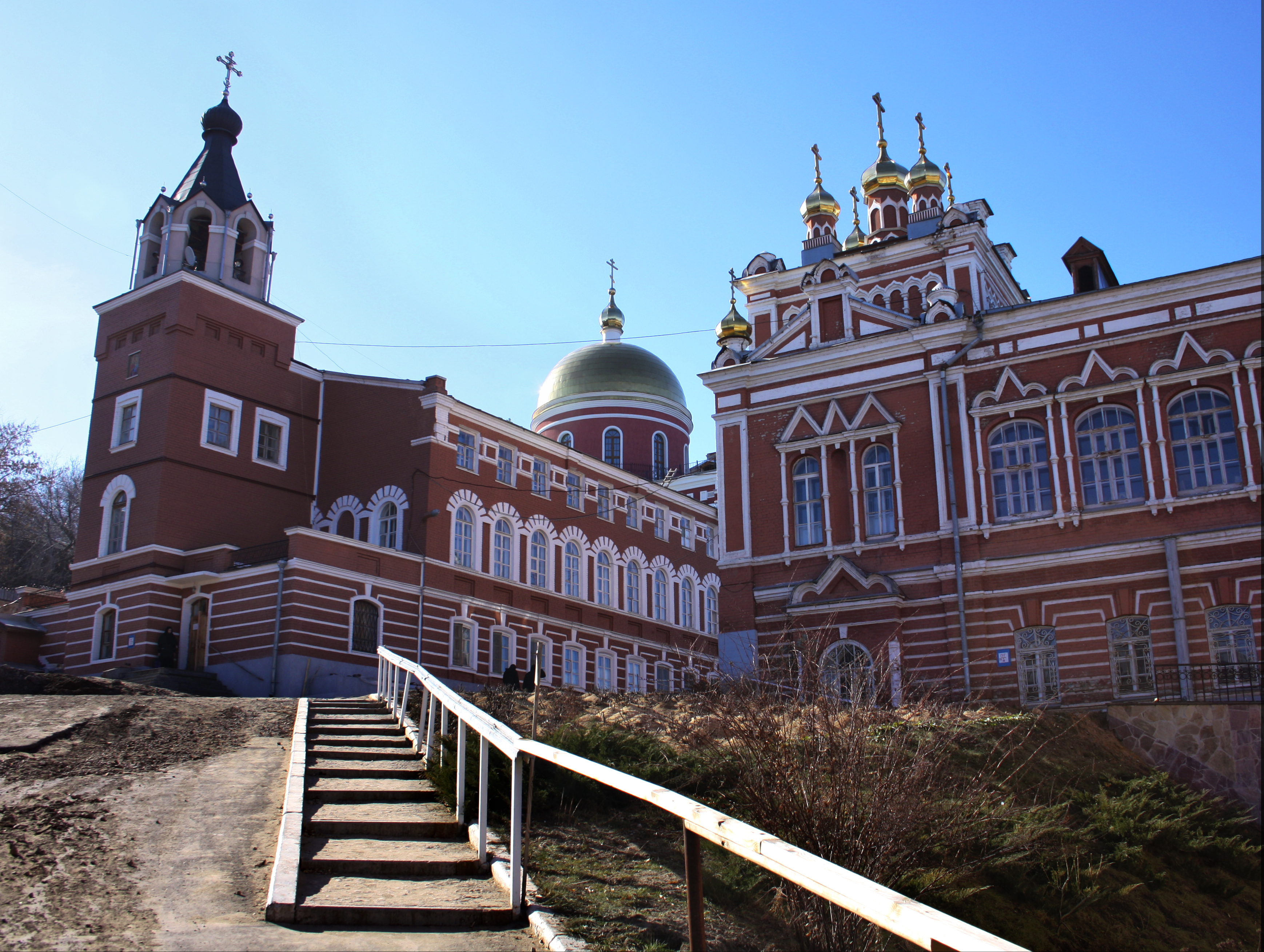
Иверский монастырь

При учреждении обители в ней было 30 насельниц. Спустя несколько лет, в 1857 году в обители проживало уже 125 человек вместе с настоятельницей. В дальнейшем число насельниц постоянно росло. Если в 1860 году их было 190, то в 1861 году в монастыре проживало уже 217 человек: настоятельница, 22 манатейных монахини, 196 рясофорных и указных послушниц. В 1876 году в монастыре было 270 человек.
В начале XX века в обители проживало около 400 человек в возрасте от 10 до 100 лет. Последние точные цифры относятся к 1916 году — 439 насельниц, в том числе 2 игуменьи, 2 схимонахини, 98 манатейных монахинь, 187 рясофорных послушниц, 150 указных послушниц.
Некоторые из насельниц приводили своих малолетних родственниц. Также монастырь принимал девочек-сирот. Все такие воспитанницы жили под строгим контролем или своих родственниц, или назначенных монастырём опекунш.
С 1850 по 1894 год в монастыре было всего два пострига в схимонахини, одно тайное, другое перед кончиной. В 1894 году епископ Гурий совершил ещё два пострига. Схимонахини жили в отдельных кельях в каменном Иверском храме. Для постоянного напоминания о смерти в их кельях имелись заготовленные гробы. Жили они уединённо, без права посещать другие кельи или выходить за монастырскую ограду, питались самой суровой пищей и основное время проводили в молитве в храме и в келье, приобщаясь святых тайн каждые две недели

### Настоятельницы
Первой руководительницей общины стала Мария Яковлевна Янова. Происходила из мещан Самары. С 1850 по 1855 год пребывала в звании старшей сестры-руководительницы, после официального утверждения общины — в звании настоятельницы. В 1860 году приняла монашеский постриг с именем Маргарита и была возведена в сан игуменьи. За своё служение неоднократно удостаивалась благодарности епархиального начальства и благословения Святейшего Синода, в 1866 году была награждена наперсным крестом.
В августе 1874 года удалилась на покой, так как более не могла из-за полного упадка сил посвящать делам монастыря достаточно времени. Для её проживания ей был выделен в пожизненное владение деревянный, обложенный кирпичом, флигель с железной крышей, с отоплением и освещением за счёт обители и пенсия в 200 рублей в год. Скончалась 24 апреля 1883 года в возрасте 78 лет. Была похоронена в склепе, устроенном в Сретенском храме. После её смерти от неё не осталось никакого имущества, а накопленные деньги она завещала на отлитие колокола и позолоту иконостаса.
С сентября 1874 года монастырём управляла игуменья Антонина. Происходила из семьи священника, крещена под именем Анастасия. Вышла замуж за священника Розалиева, но через год овдовела. В 1853 году поступила в общину, была пострижена в рясофор под именем Августы, в 1870 году облачена в мантию с монашеским именем Антонина. Стала игуменьей в 45 лет, пройдя до этого послушания в звании ризничей и казначеи. 3 января 1892 года игуменья Антонина скончалась от туберкулёза. Была похоронена под полом средней части каменного храма во имя Иверской иконы Божией Матери, напротив придела архистратига Божия Михаила.
С 28 января 1892 года по сентябрь 1908 года обитель возглавляла монахиня Феофания (в миру Анастасия Матвеевна Немерцалова), возведённая в сан игуменьи 7 апреля 1892 года. Дочь священника, вышла замуж за священника Немерцалова, в 1878 году овдовела и ушла в монастырь. В 1879 году была пострижена в рясофор, а в 1889 году — в мантию, до возведения в настоятельницы исполняла послушание казначеи. В мае 1894 года награждена наперсным крестом от Святейшего Синода, а в июне 1899 года — золотым наперсным крестом с украшениями от императорского кабинета.
В 1908 году Феофанию, отстранённую от должности, сменила игуменья Серафима (в миру Анастасия Васильевна Миловидова), руководившая монастырём до 1916 года (по иным данным — до 1917). Племянница игуменьи Антонины, также вдова священника, приняла постриг в 1889 году, была письмоводительницей при игуменьях Антонине и Феофании, преподавала рукоделие в монастырской школе.
В августе 1994 года указом Алексия II настоятельницей монастыря была назначена игуменья Иоанна (в миру Людмила Ильинична Капитанцева). В возрасте 24 лет она приняла монашеский сан в Свято-Покровском Красногорском женском монастыре, откуда и была переведена в Самару. Служила в монастыре до 22 ноября 2020 года. С 30 марта 2021 года старшая сестра монастыря — монахиня Феодосия (Тимашева). 24 августа 2023 года настоятельницей назначена монахиня Любовь (Чусова).

### Сёстры
Были в монастыре и иные примечательные насельницы. Одной из первых принявших постриг в монастыре была монахиня Дорофея. Происходила из купечества. В 1860 году в возрасте 39 лет была пострижена в мантию, до 1864 года была благочинной. В 1864 году стала настоятельницей Бугурусланской женской общины, в 1867 году — игуменьей, настоятельницей Бузулукского женского монастыря. В 1870 году заболела и вернулась в Иверский монастырь. Скончалась в 1901 году.
Также в 1860 году была пострижена монахиня Нимфидора, из крестьян. В общине состояла с её основания, с 1850 года. С 1858 года пекла просфоры, доставляя их, кроме монастыря, и в другие церкви Самары. На доходы от поставок просфор в 1867 году она построила каменный корпус размерами 5 на 7 саженей, крытый железом, с отдельным двором и всеми приспособлениями для изготовления просфор от склада для хранения муки до склада с готовой продукцией. Это вызвало конфликт с настоятельницей, следствием которого стало разъяснение Самарской духовной консистории, что «печение просфор и продажа их по церквам должна производиться от имени и в пользу монастыря, а отнюдь не в пользу просфорни». В 1885 году переехала в Иерусалим, где и скончалась впоследствии.
Широко известна была монахиня Сусанна (в миру Марина Васильевна Гришина). Происходила из мещанского сословия, поступила в монастырь в 1856 году, в 1870 году была пострижена в мантию, несла послушание по сбору пожертвований. Была очень трудолюбивой, заслужив прозвище «пчёлки». Благодаря хорошей памяти знала почти всех домовладельцев Самары, их имена, отчества и фамилии, даты их именин и других важных семейных событий В свою очередь, и вся Самара знала её, Сусанна была известна даже обер-прокурору Святейшего Синода К. П. Победоносцеву и товарищу обер-прокурора В. К. Саблеру. Она находила подходы к каждому, своей аллегорической речью она умела дать добрый совет, наставление и могла склонить к пожертвованию не только православных, но и инославных. До глубокой старости она собирала пожертвования по домам горожан, на пристанях и железнодорожном вокзале, ежемесячно принося обители до ста и более рублей. За свои труды получала неоднократные благословения со стороны руководства епархией и Священного Синода Скончалась в 1897 году в возрасте 90 лет, была похоронена на монастырском кладбище.
Монахиня София, из самарских мещан, пришедшая в обитель в 1859 году и постриженная в мантию в 1879 году, была экономкой и казначеей в Ключегорском женском монастыре, затем казначеей Иверского монастыря, впоследствии стала игуменьей Раковского женского монастыря.
Монахиня Каллиста, ранее самарская мещанская девица, поступила в обитель в 1853 году, в 1877 году была пострижена в мантию. На протяжении почти полувекового пребывания в монастыре несла послушания уставщицы, регентши, заведовала ризницей, библиотекой, была казначеей. Впоследствии стала игуменьей Бугурусланского Покровского монастыря.

### Причт
После освящения первого монастырского храма в 1855 году монастырский причт составляли священник и дьякон. После освящения в 1858 году придела во имя Иерусалимской иконы Божией матери штат был увеличен ещё на одного священника. В 1862—1866 годах в монастыре было два священника и два дьякона, один из которых находился на вакансии псаломщика. В 1867—1870 годах причт состоял из двух священников, дьякона и псаломщика, но в 1871—1874 годах вновь вернулся к прежнему штату в два священника и два дьякона, один из которых на вакансии псаломщика. С 1874 года в штате остался только один дьякон. В 1884—1889 годах в причте числилось три священника, два штатных и один заштатный, и один дьякон. Заштатный священник был законоучителем в местной гимназии, он мог проводить по желанию литургию, но не имел права пользоваться братскими доходами. В 1890—1895 годах причт вновь состоял из двух священников и двух дьякона, один из которых находился на вакансии псаломщика. В 1896 году штат монастырского причта был увеличен до трёх священников.

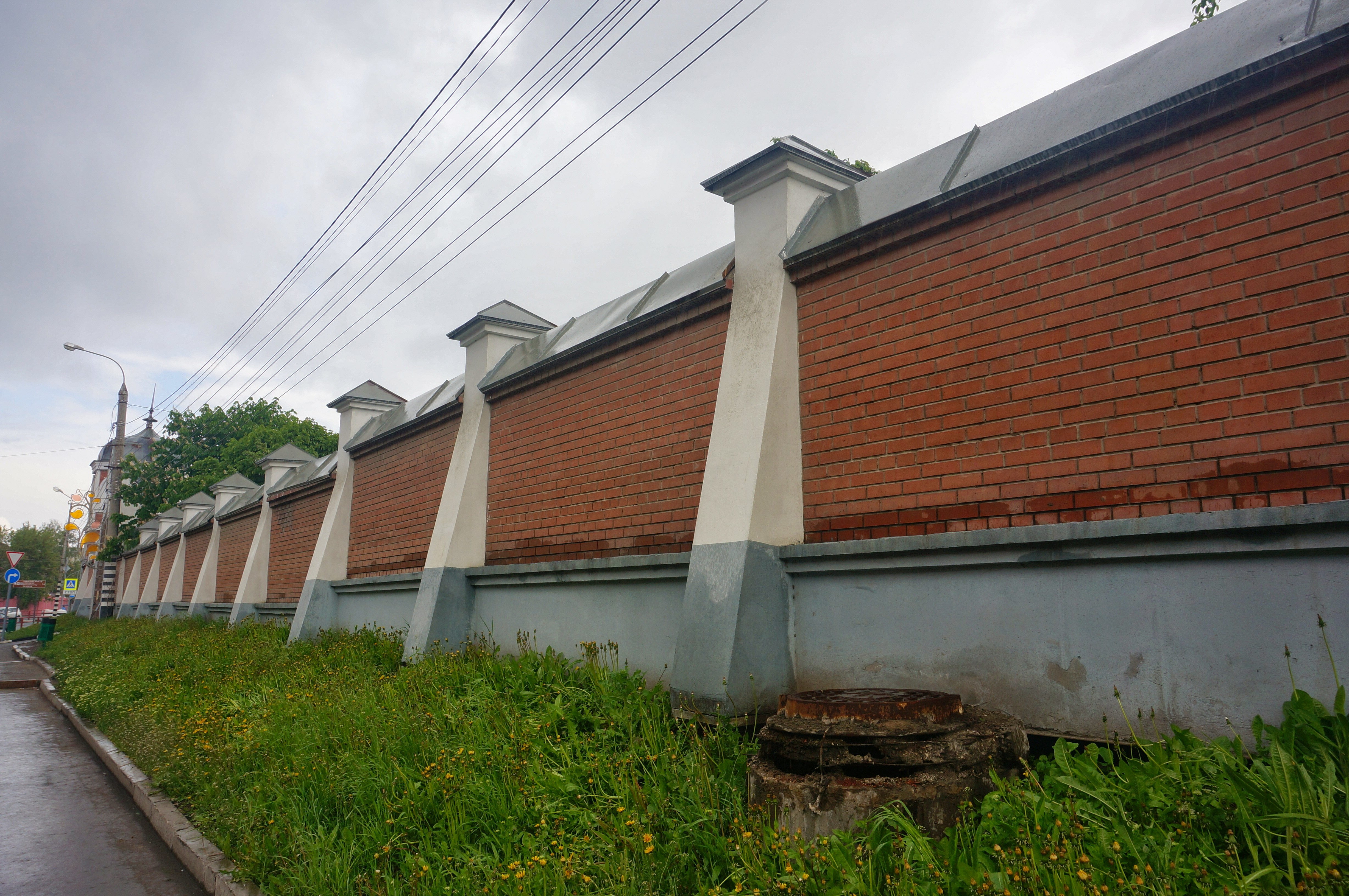
Современная монастырская ограда

Изменения штата происходили в основном из-за неравномерности поступления средств на содержание причта, так как ещё с момента открытия обители причт дал подписку, что средства на его содержание достаточны, и он будет содержаться без сторонней помощи. И хотя ценных бумаг неприкосновенного капитала к началу XX века за причтом насчитывалось уже на 30 тысяч рублей, но инфляция, увеличение числа членов причта с двух до пяти, сокращение доходов причта от пожертвований в храмах, от крестохождений, сокращение времени общения обительских священников с горожанами из-за различных возложенных на них обязанностей по консистории, семинарии, училищам, советам и комитетам, сокращение числа захоронений на монастырском кладбище и связанное с этим уменьшение различных поминовений привели к тому, что доходы членов причта были весьма скудными, и многосемейные его представители практически бедствовали. Для увеличения доходов приходилось даже сдавать под квартиры некоторые помещения в отведённых причту трёх жилых двух- и трёхэтажных домах.
Среди известных священников монастыря можно отметить Димитрия Николаевича Орлова, впоследствии профессора Самарской духовной семинарии, самарского кафедрального протоиерея, писателя, автора многочисленных описаний монастырей и храмов епархии. Также в монастыре дьяконом, а позднее вторым священником служил сын епископа Герасима Константин Добросердов.
Всего же за первые пятьдесят лет существования в обители сменилось 35 священно- и церковнослужителей.

## Монастырское кладбище

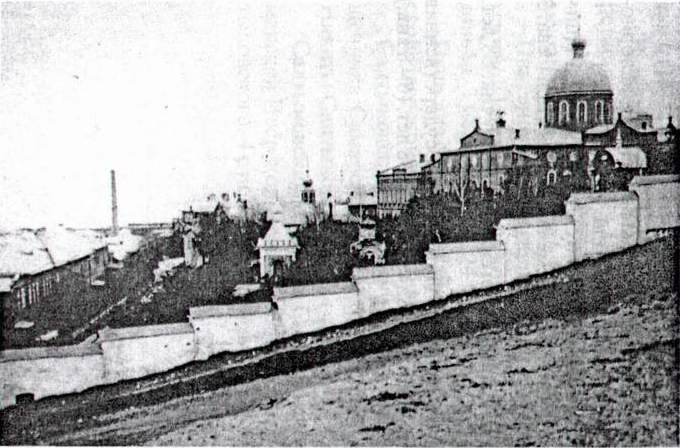
Вид с южной стороны, за каменной уступчатой стеной видны часовни над могилами

На территории монастыря долгие годы существовали два монастырских кладбища. Возле Сретенского храма существовало «верхнее кладбище», где хоронили в основном священнослужителей, а между трапезным храмом и оградой с южной стороны размещалось «нижнее» монастырское кладбище, появившееся первым, ещё в 1850-х годах, когда обитель была ещё общиной.

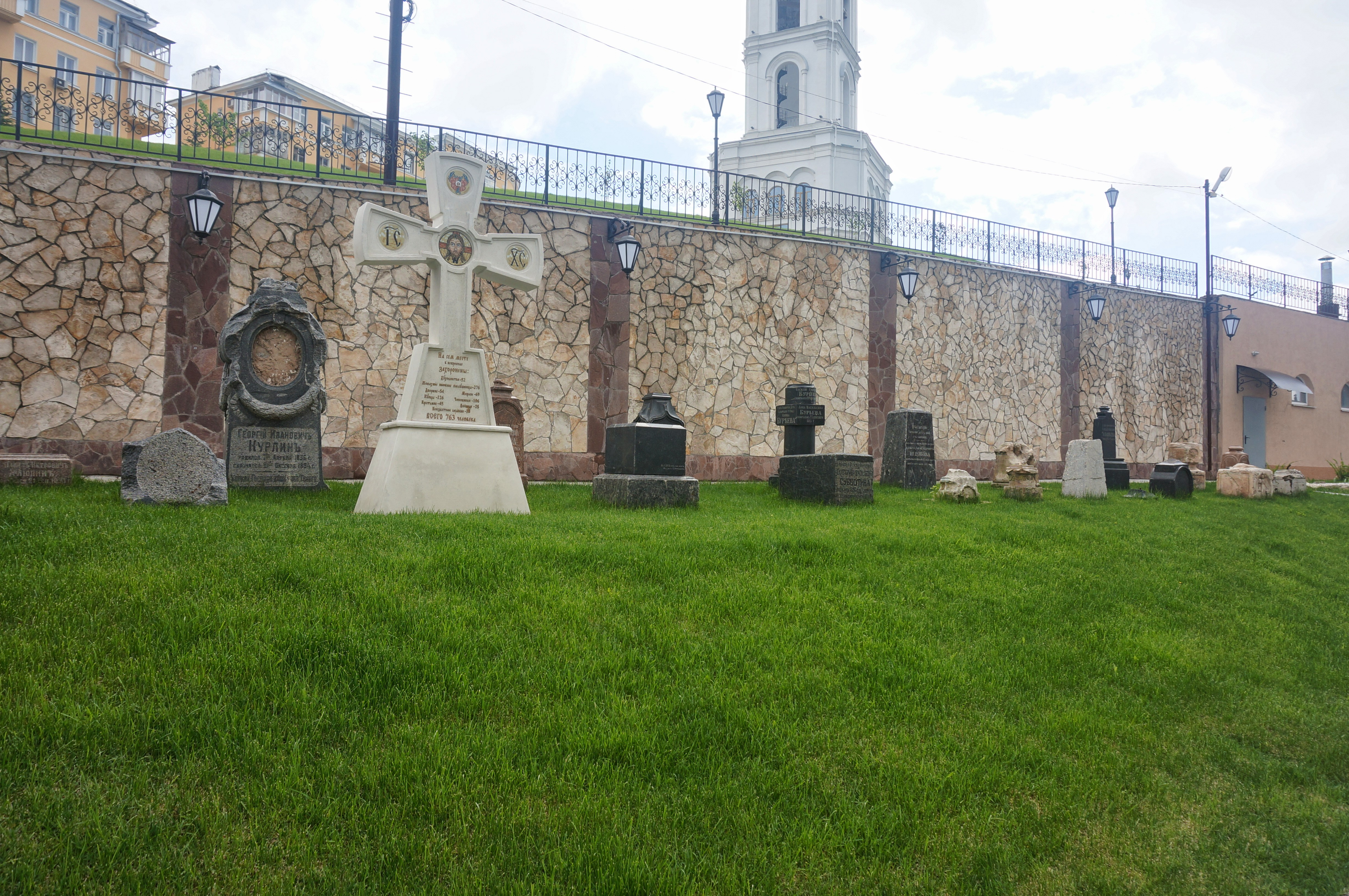
Часть восстановленного некрополя

Над могилами и склепами устанавливались различные памятники и часовенки. Так, над могилой купца Д. В. Кириллова, скончавшегося в 1894 году и похороненного на верхнем кладбище, был воздвигнут величественный мавзолей. Но монастыре находили последнее пристанище не только именитые самарские горожане, но и представители других сословий: мещане и крестьяне. Примерно шестую часть от похороненных составляют дети в возрасте до 10 лет. После закрытия монастыря в 1920-х годах было закрыто и кладбище. В начале 1930-х многие монастырские строения были разобраны, пострадало и кладбище. Склепы священнослужителей на верхнем кладбище были вскрыты, их прах «перезахоронен», кладбище засыпано землёй, сейчас там находятся жилые дома. На нижнем кладбище были устроены общественный туалет и мусоросборник. Часть склепов использовалась под погреба. В годы Великой Отечественной войны некоторые из построенных на территории сараев и склепов использовались для производства заготовок для мин. Известны случаи, когда часть могильных плит и памятников вывозились с кладбища, перелицовывались и устанавливались уже на иных могилах с новыми именами.
Часть документов, относившихся к монастырскому некрополю, была утрачена, после восстановления монастыря в конце XX века началось и восстановление данных о захоронениях. К 2001 году было известно 593 имени похороненных в монастыре, и считалось, что на кладбище находится около 700 захоронений, из которых сохранилась лишь могила П. В. Алабина и его жены. Полагалось, что прочие могилы были вскрыты и уничтожены. Однако в 1996 году в ходе строительных работ был обнаружен массив захоронений, оказавшийся на глубине до 5 метров. Несколько лет археологи занимались охранно-спасательными работами. Обнаружилось, что хотя могилы были лишены надмогильных памятников, но далеко не все они были вскрыты, часть памятников была обнаружена в склепах, что способствовало опознанию захоронений. Были обнаружены различные металлические предметы, присущие захоронениям, — нательные кресты, пуговицы, металлические детали отделки гробов, в одном из захоронений была найдена красивая икона Иверской Божией Матери в позолоченном окладе — всё это было собрано и передано в архив монастыря. Обнаруженные останки сначала были перенесены в монастырь, в дальнейшем перезахоронены в склепе рядом с часовней. В ходе работ было установлено, что на территории Иверского некрополя насчитывается около тысячи погребений, удалось установить около 750 имён похороненных там.
На монастырском кладбище были похоронены такие именитые самарцы, как:
- самарский градоначальник Пётр Владимирович Алабин с женой, дочерьми и сыном, его зять архитектор-градостроитель Самары Александр Александрович Щербачёв[149];
- граф Николай Александрович Толстой (отец писателя Алексея Николаевича Толстого)[149];
- Яков Иванович Третьяков — писатель, протоиерей, ректор Самарской духовной семинарии, магистр Казанской духовной академии, с супругой[149];
- Павел Саввич Крылов — действительный статский советник, председатель Самарской губернской земской управы[149];
- генерал-майор Александр Иванович Смольков[149];
- Софья Андреевна Шкот, дочь генерал-майора, георгиевского кавалера Андрея Андреевича Шкот, выпускница Смольного института[149];
- графиня Вера Львовна Толстая[149];
- самарский полицмейстер Всеволод Владимирович Критский[149];
- купец, самарский потомственный почётный гражданин, гласный губернской Думы Александр Георгиевич Курлин[149];
- заштатный протоиерей Иверского монастыря Георгий Иванович Третьяков, автор исторического исследования о первых пятидесяти годах существования монастыря[149];
- генерал-майор Иван Петрович Голев, герой обороны Севастополя в Крымской войне[150];
- князь Л. С. Кугушев, герой обороны Севастополя в Крымской войне[147].

## Комментарии
1. ↑  Самара тогда относилась к Симбирской епархии.